# サウスウエスト航空
サウスウエスト航空（サウスウエストこうくう、英語: Southwest Airlines、NYSE：LUV）は、アメリカ合衆国テキサス州ダラス市を本拠地としている格安航空会社（LCC）である。

## 概要
1967年、エア・サウスウエストとして、アメリカ合衆国テキサス州で設立され、1971年に3機のボーイング737を使用して運航開始した。その後、航空自由化政策（ディレギュレーション）とともに自力で路線網を少しずつ拡大したことに加えて、いくつかの格安航空会社を買収することでも路線規模を拡張しており、全米に路線網を持つ大手航空会社となった。
格安航空会社として知られ、後述するように徹底した人件費以外のコスト削減等が図られ、収益率は他社より高い。1973年以来、米国の景気の動向に関わらず黒字運営を続ける 全米で数少ない航空会社の1つである。また、経営方針の1つとして「社員第一、顧客第二」を掲げており、米国の航空会社で唯一、アメリカ同時多発テロ事件を受けた航空産業冷え込みにもレイオフを行っていない大手航空会社でもある。2012年にはスイスの航空輸送格付け機関から「世界で最も安全な航空会社」の10社のうちの1社に選定されている。

## 歴史

### 運航開始まで

#### 創業の経緯

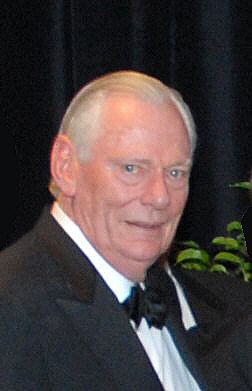
共同創立者の一人、ハーバート・ケレハー

サウスウエスト航空の設立のきっかけとなったのは、テキサス州の銀行家であるジョン・パーカーが、ダラス、ヒューストン、サンアントニオの3都市を仕事で回る際に、この3都市間の移動が不便かつ費用が高いと感じていたことから、サンアントニオで小規模な航空会社を経営するロリン・キングに、テキサス州内を移動するための航空会社の設立を持ちかけたのが発端である。それを受けて、キングはカリフォルニア州にあるパシフィック・サウスウエスト航空(PSA)やエア・カリフォルニアを調査した。各都市の経済が活況であることや、都市間が適度な距離であること、またこの2社の業績が優れていることを確認した。この調査結果から、テキサス州の3都市に大型旅客機 を運航する航空会社の設立構想を立案した上で、1966年にキングの経営する会社の法律顧問を務めていた弁護士であるハーバート・ケレハーにこの構想を持ちかけた。
当初、ケレハーは突飛な計画と感じた が、サンアントニオのバーで説明を受けるうちに興味をそそられ、「運賃が安く、定時運航率が優れていて便数の多い航空会社なら成功する」と予測した。キングと一緒にビジネスプランや運航パターンについて検討を行い、店舗に備え付けの紙ナプキンに書きなぐった。このときの紙ナプキンは、ダラスの本社に額に入れて飾られている。
1967年3月15日、ケレハーはエア・サウスウエスト（1971年3月29日にサウスウエスト航空に社名変更。以下「サウスウエスト航空」で統一する）の設立を申請した。当初の資本金はキングとケレハーが出資し、政治的な支援を集める活動に着手するとともに、事業に必要となる資本金の募集を開始した。ケレハーは、法律上の闘争を招くことを予想し、募集する資本金の総額を当初予想の25万ドルから倍以上の50万ドルとし、テキサス州で影響力を有する政界や財界の人物から出資者を募ることとした。

#### 法廷での戦い
1967年11月27日、ケレハーはダラス、ヒューストン、サンアントニオの3都市を結ぶ航空会社の参入をテキサス州航空委員会（以下「TAC」と表記）に申請、1968年2月20日には認可された。ところが、認可の翌日に、ブラニフ航空、トランステキサス航空・コンチネンタル航空の3社（以下、本節では「ライバル3社」と記述する）が、サウスウエスト航空への飛行許可証を発行することを禁じる内容の一方的緊急差止命令を入手したのである。ライバル3社の主張は「サウスウエスト航空が参入しようとしている市場はすでに飽和状態で、新たな航空会社が参入する余地はない」というものであった。
1968年夏に、テキサス州地方裁判所にこの案件が持ち込まれたことにより、両社は法廷で争うことになり、サウスウエスト航空の弁護士はケレハーが担当した。この間にライバル3社は裏側で政治的な根回しを行っており、一度は認可を出したはずのTAC関係者が、審理が始まる前の新聞のインタビューで「テキサス州に新しい航空会社が必要な理由が分からない」という談話までしていた など、サウスウエスト航空には不利な状況であった。裁判では両社の弁護士が感情むき出しで主張をする激しいもので、テキサス州のある新聞は「娯楽費を節約して裁判を見るほうが面白い」と評するほどであった。地方裁判所ではライバル3社の主張を認める判決が下され、サウスウエスト航空ではテキサス州高等裁判所へ控訴した が、7か月の審理の後に敗訴してしまった。この時点で、事業に必要となるはずの資本金がすべて裁判費用に消えてしまっていた ため、役員の中にはここで手を引くことを考えていたものもいたという。しかし、ケレハーは裁判費用を自己負担することで役員たちを説き伏せ、テキサス州最高裁判所へ上告、その結果、高等裁判所での判決は覆され、サウスウエスト航空の勝訴となった。ライバル3社は合衆国最高裁判所へ上告したが棄却され、ようやく就航が認可されたのである。
しかし、せっかく認可されたものの、運航開始するための費用はすべて訴訟に費やしてしまっていた。また、運航に必要な人員を集めなければいけなかった。1971年1月、サウスウエスト航空は、ユニバーサル航空を退社したばかりのラマー・ミューズをCEOに招聘した。ミューズは就任後直ちに友人や知人のつてをたどって、資金集めに奔走する 一方、友人や知人で運航に携わった経験者を集めた。また、資金集めの後に、過剰生産したため売れ残っていたボーイング737型機を3機購入した。
運航開始に先立ち、客室乗務員の募集が行われたが、その時の広告文面は「ラクエル・ウェルチさん募集」というもので、面接時には「脚を見せるために」という理由でホットパンツをはいてくるように要求した。選考にあたっては、ヒュー・ヘフナーの「PLAYBOY JET」に乗務するバニーホステスを育てた人物も、審査員に加わった。こうして採用された女性客室乗務員は、80パーセント以上がバトンガールやチアリーダーの経験者で、かつ強い個性を持つ社交的な女性ばかりであった。サウスウエスト航空では、これらの客室乗務員にホットパンツとゴーゴー・ブーツを制服として支給した。
一方、ライバルの航空会社の妨害はまだ続いていた。テキサスインターナショナル航空とブラニフ航空（以下、本節では「ライバル2社」と記述する）は民間航空委員会 (Civil Aeronautics Board, 以下「CAB」と表記)に対してサウスウエスト航空の就航に抗議を申し立てる 一方、ブラニフ航空はサウスウエスト航空の株式引受業者に手を引くように圧力をかけていた。しかし、CABはライバル2社の申し出を却下し、サウスウエスト航空は別の株式引受業者を見つけ出した。1971年6月8日には、ようやく最初の株式公募にこぎつけた が、一方でライバル2社は業務開始を阻止するための一方的緊急差止命令を入手した。これに対して、ケレハーは職務執行令状の発布を求めるため、すぐに司法図書館で先例を調べた上、テキサス州最高裁判所に対して緊急差止命令の却下を申し出た。1971年6月17日、テキサス州最高裁判所はサウスウエスト航空の主張を認め、差止命令を執行しないように命じた。この時点で、ようやくサウスウエスト航空は運航が可能となったのである。

### 運航開始後

#### 資金難時代
1971年6月18日、ダラス・ヒューストン・サンアントニオの3都市を1日18往復する航空会社として、サウスウエスト航空の運航が開始された。ミューズは引き続き資金集めに奔走し、700万ドルを蓄えた ものの、当初の利用者数は少なく、1日の合計の旅客数が150人という日もあった。1972年には赤字額の合計は500万ドルに達しており、この時期にサウスウエスト航空では資金難のために3人の従業員をレイオフしている。会社創業以来、サウスウエスト航空が行ったレイオフはこのときの3人だけである。

#### 試行錯誤の繰り返し

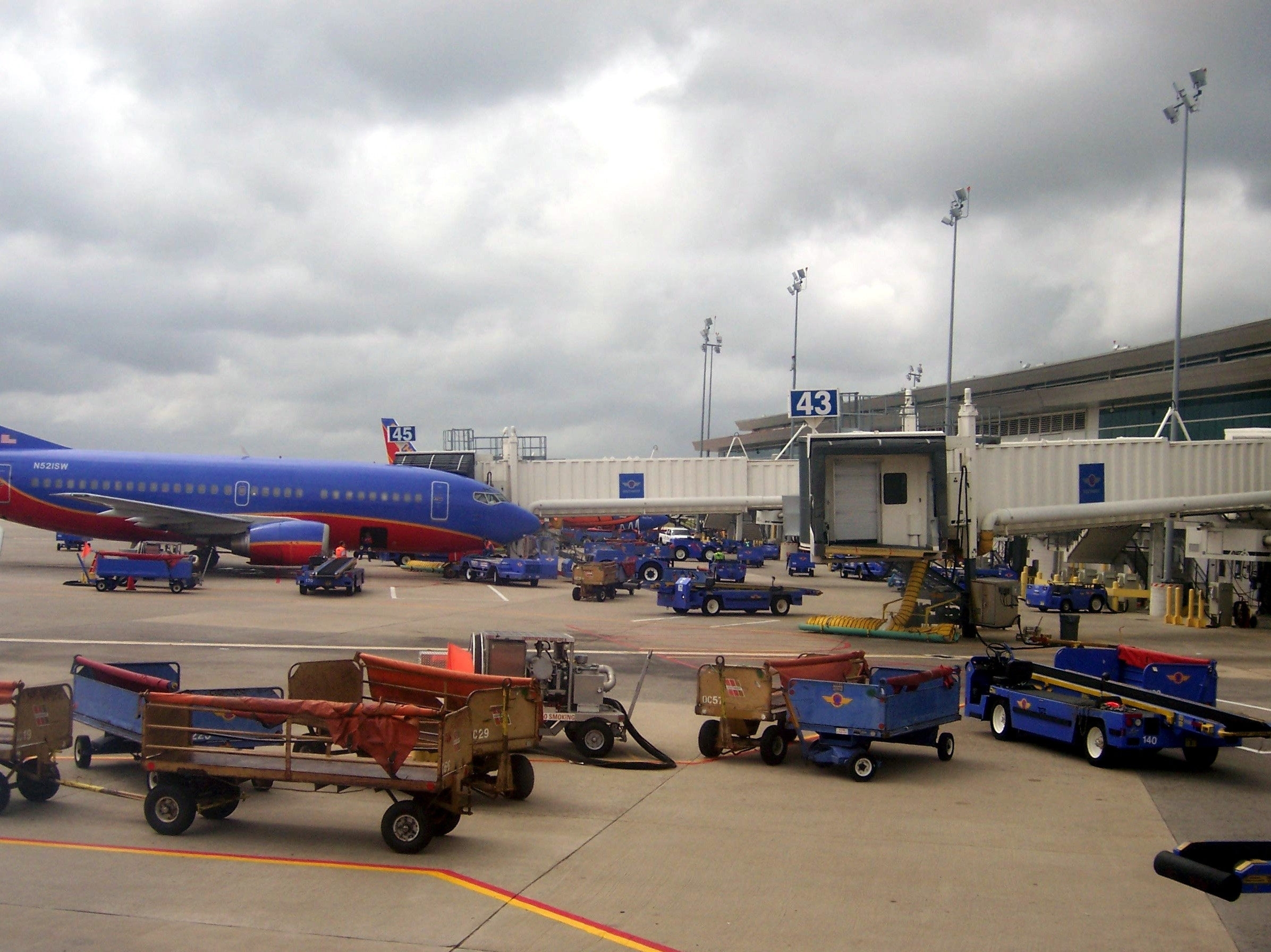
ヒューストン・ホビー空港

当初、サウスウエスト航空はヒューストンではインターコンチネンタル空港に発着していたが、ヒューストンにはもう1つ、ホビー空港が存在した。すでにホビー空港はすべての旅客航空会社が撤退していた が、市街地から近いことから、サウスウエスト航空が主なターゲットとするビジネス客には適した空港であった。1971年11月14日より試行的にホビー空港発着便を設定したところ、利用者数が急増した ため、サウスウエスト航空は直ちにヒューストンでのすべての発着便をホビー空港に移した。都市部に近い第二空港に発着する手法は、その後格安航空会社の成功の法則の1つになっている。
この頃、毎週金曜日には定期点検のためヒューストンからダラスまで航空機をフェリーフライトすることになっていた が、同年11月末からはこれを営業運航することとし、運賃を片道10ドルに設定した ところ、特に宣伝をしなかったにもかかわらず大きな評判となった。当時、この区間の通常運賃は20ドルだった が、利便性志向 と低価格志向 の双方の市場をカバーするべく、平日朝から夕方までの運賃を26ドルとし、逆に平日夜と土休日の運賃を13ドルに引き下げた ところ、乗客数が増加した。これが米国航空業界において、ピーク時とオフピーク時で異なる運賃とする制度の始まりである。
1971年9月にはボーイング737をさらに1機追加購入し、スピードアップや州外へのチャーター便に使用する計画を立てた。ところが、連邦地方裁判所はサウスウエスト航空に対して、州外チャーター便の運航を禁じた。収入は増えてきてはいるものの、まだ安定した経営状態ではなかったため、ボーイング737は1972年5月にフロンティア航空へ売却された。手元資金の不自由さは解消されたものの、すでに4機使用を前提で計画した運航計画を実行できるかが問題となった。航空機を10分で折り返しすればダイヤが維持できることが判明、以後「折り返し時間10分」がサウスウエスト航空の特徴の1つとなった。

#### ライバルとの戦い
しかし、ライバル航空会社との戦いが終わったわけではなかった。
サウスウエスト航空がホビー空港に移ると、ブラニフ航空とコンチネンタル航空は一部の路線をホビー空港発着とするとともに、サウスウエスト航空と同じ額の低運賃を派手に宣伝して対抗した。これに対して、サウスウエスト航空は「サウスウエスト航空がホビー空港でサービスを始めなければ、相手の2社はホビー空港には戻ってこなかったはずだ」と広告を出して訴えた。サウスウエスト航空は低運賃なだけではなく、時刻どおりに運航し、便数が多く待たされることもなかった ため、利用者はサウスウエスト航空を選択し、ブラニフ航空の計画は裏目に出てしまった。その後、1970年代半ばにブラニフ航空はホビー空港から撤退している。

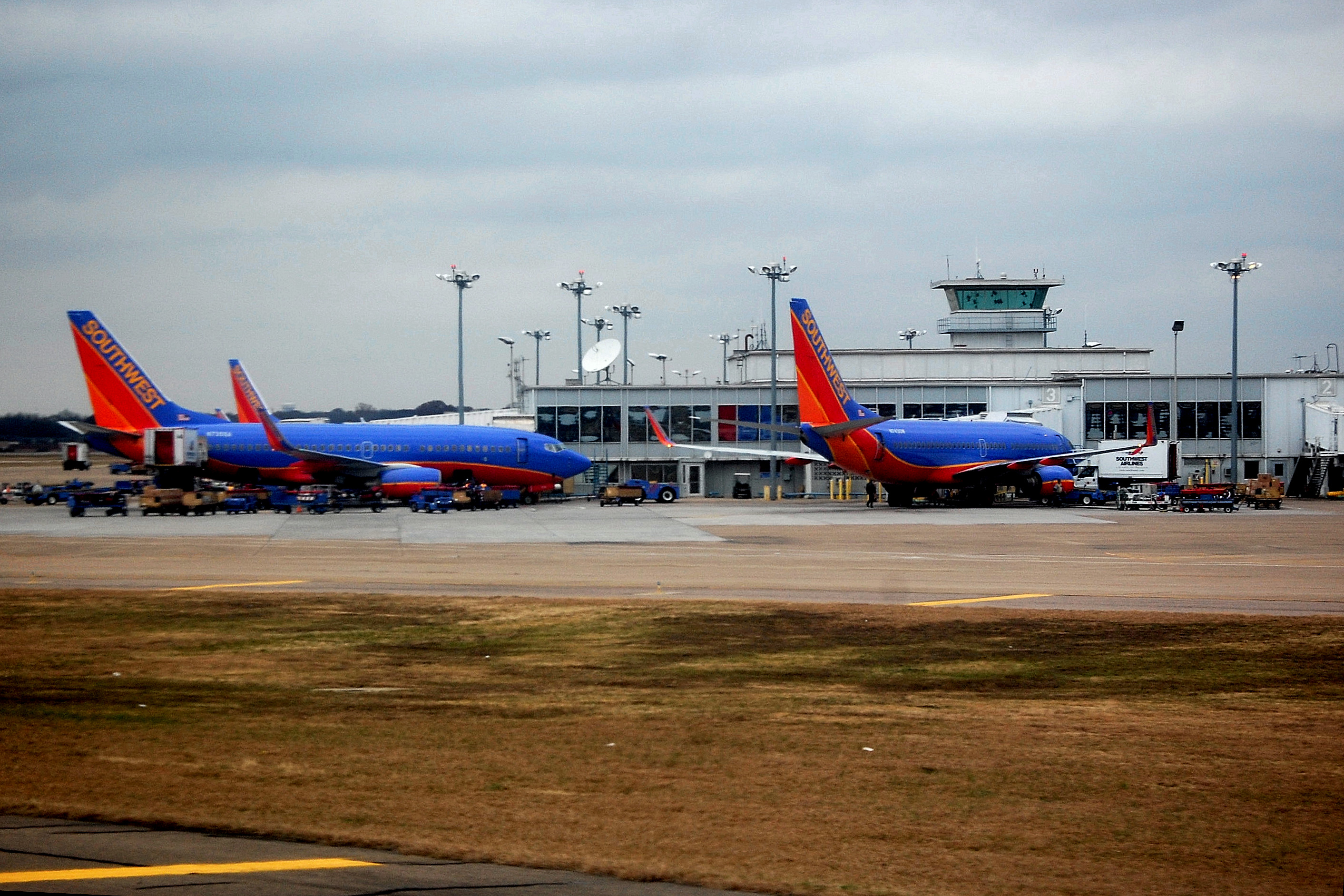
ダラス・ラブフィールド空港

ダラス・フォートワース国際空港（以下「新空港」と表記）が開港する少し前の1972年、サウスウエスト航空は新空港当局に対して、新空港に移転せずにラブフィールド空港にとどまると通告した。便利な市街地の近くの空港に発着することでビジネス客の要望にこたえていたので、市街地から離れた新空港に移転することは理屈に合わないと考えたためである。しかし、これは新空港当局やライバル航空会社から反発を受け、合同訴訟を起こされる事態になった。テキサス州地方裁判所・高等裁判所・最高裁判所・合衆国最高裁判所へと審理が進められたが、最終的にはサウスウエスト航空の主張が認められることになった。
1973年になると、ようやく利益を計上するようになってきた サウスウエスト航空は、1973年1月22日よりダラスとサンアントニオを結ぶ路線の運賃を、当時の通常運賃の半額である13ドルに設定することで、同路線の乗客増を狙った。これに対し、ブラニフ航空は同年2月1日より、この区間の運賃を同額の13ドルにして対抗してきた。しかし、この路線はサウスウエスト航空にとっては収益性の高い路線であり、絶対に負けられない路線でもあった。サウスウエスト航空は「しみったれた13ドルごときに打ち落とされるサウスウエスト航空ではない」と広告を出した 上、同年2月2日より、通常運賃の26ドルを支払った利用者に対して、「シーバスリーガル」（スコッチ・ウイスキー）・「クラウンローヤル」（カナディアン・ウイスキー）・「スミノフ」（ウォッカ）のいずれか1本のフルボトルを無料で提供するという奇策を打ち出した。この施策は、航空運賃を経費として会社に請求できるビジネス客からは大好評となり、ビジネス客はこぞって26ドルを支払った上でボトルを自宅に持ち帰った。この施策が行われた2か月間で、サウスウエスト航空はテキサス州で最も多くの「シーバスリーガル」・「クラウンローヤル」・「スミノフ」をさばいたといわれている。
こうしたサウスウエスト航空の戦いを、地元のマスコミは「ダビデとゴリアテ」の戦いになぞらえて取り上げ、テキサス州の住民にサウスウエスト航空が印象付けられることになった。

#### 基本方針の確立
1973年、事業拡大のためテキサス州リオグランデバレーへの路線開設を行うことになり、TACにリオグランデバレーにあるハーリンゲンへの路線開設の申請を行った。1974年から開始された審議の際にも、ライバル航空会社のうちの1社であるテキサスインターナショナル航空は「リオグランデバレーへの路線は必要にして十分であり、他社の参入の余地はない」と主張した が、1年近い審議の後、サウスウエスト航空の参入が認められた。このとき、テキサスインターナショナル航空は暫定的差止命令を入手しようとした が、折りしもテキサスインターナショナル航空はストライキのため満足な運航が出来る状態ではなく、結局差止命令は発布されなかった。そして、1975年初頭から運航を開始したサウスウエスト航空は、ストライキの影響を受けて不便を蒙っていたリオグランデバレーの住民から歓迎されたのである。
さらに、この路線では他社との競争以上に重要な事実が判明した。サウスウエスト航空が就航する直前の1974年、リオグランデバレーとダラス・ヒューストン・サンアントニオの3都市間を移動する旅客数は年間12万3000人程度であった。ところが、サウスウエスト航空が就航した1975年の同区間の旅客数は32万5000人にも及んだのだ。これまで飛行機を利用していなかった利用者層が、サウスウエスト航空の低運賃によって、飛行機を利用するようになったのである。サウスウエスト航空の基本戦略である「低運賃で頻繁に運航する」という方針が正しかったことが証明され、その後次々とテキサス州への各都市へ路線を開設することになる。数年後には州内10都市を結ぶ航空会社となっていた。
なお、合衆国政府は1975年2月14日に、ライバル航空会社のブラニフ航空とテキサスインターナショナル航空が共謀してサウスウエスト航空を廃業に追い込もうと、サウスウエスト航空の投資銀行や仕入先に対して圧力をかけていることなど、シャーマン法に違反した行為を行っているとして起訴した。2社はともに反論しなかったため、罰金として10万ドルを課せられている。

### 規制緩和後

#### ライト修正法

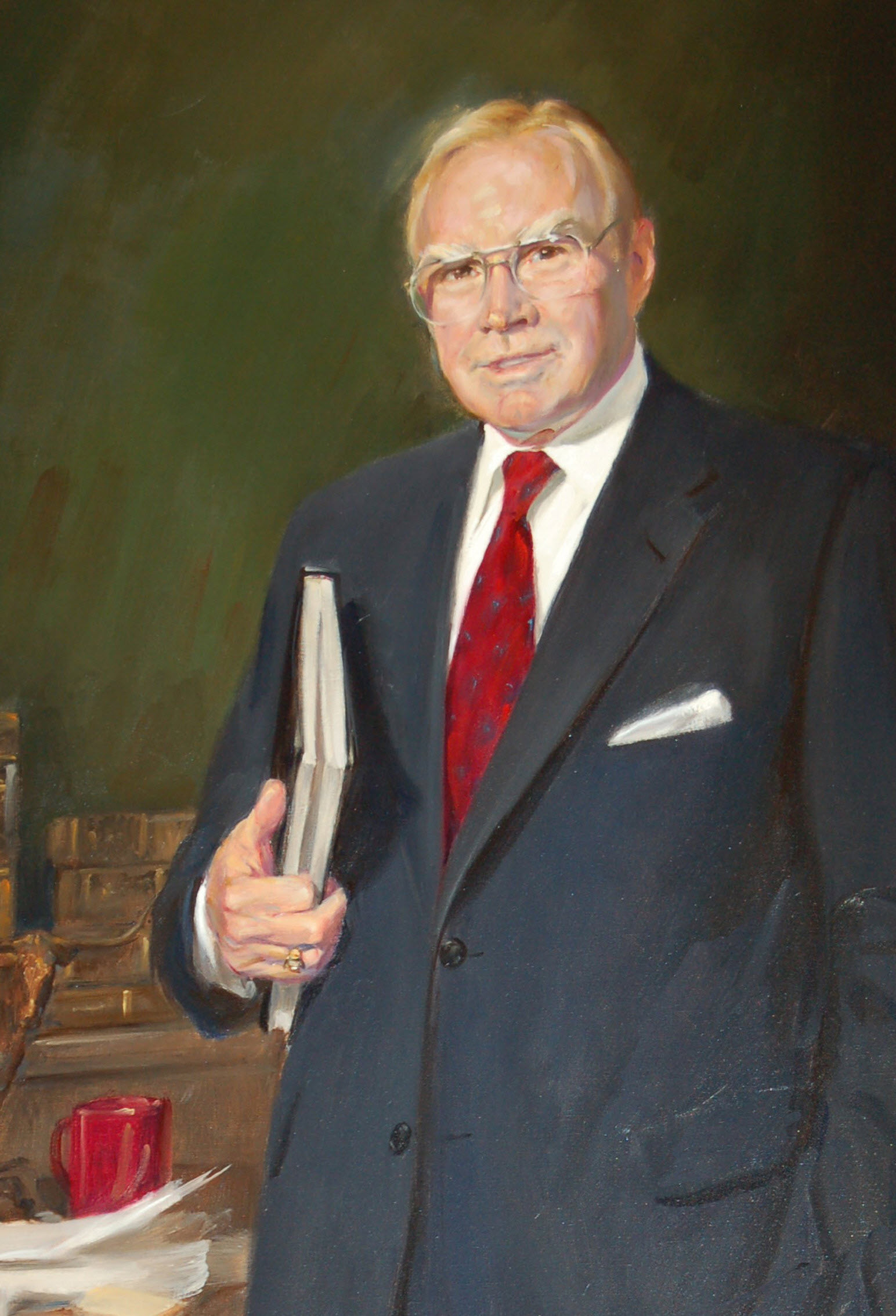
ラブフィールド空港からの州外路線開設に反対していたジム・ライト下院議員

ジミー・カーター政権が1978年に航空自由化政策（ディレギュレーション）の導入を行ったことで、テキサス州内の航空会社として設立されたサウスウエスト航空も、テキサス州外への路線展開を行うことが可能になった。ここで、それまでのサウスウエスト航空の基本戦略であった「短距離を低運賃・高頻度運航」という方針を今後も続けるべきかどうかが話し合われた。その結果、基本戦略を変更せずに事業の拡大を進めていくということになった。
早速、同年にヒューストンとニューオーリンズを結ぶ路線を開設し、続いてダラスからニューオーリンズの路線の開設申請を行ったが、これに対して新空港当局、フォートワース市、ブラニフ航空は猛烈に反対した。反対者の中にフォートワース選出の下院議員であるジム・ライトがいたことから、ロビー活動合戦が繰り広げられた。最終的に、ラブフィールド空港からはテキサス州と隣接する州より遠い地点への路線開設が出来ないことになった。
ここでサウスウエスト航空が打ち出した方針は、他社のように「ハブ・アンド・スポーク型」と呼ばれるネットワーク形態を構築せず、保有機材であるボーイング737の航続距離や収容力を最大限に活用し、2地点間の輸送に重点を置く「ポイント・トゥ・ポイント型」の輸送に徹することであった。つまり、ある程度の集客が見込める短距離・中距離の路線を開設し、それらの路線を相互につなげてゆくことでネットワークを拡大する手法をとったのである。
この方針に従い、まずヒューストン、アルバカーキ、ラスベガス、フェニックスからの路線を開設、さらに隣接州を結ぶ路線を開設するという展開を行った。この手法は、他の航空会社の採用している「ハブ・アンド・スポーク型」の路線構成によって、混雑した空港で不便な乗り継ぎを強いられることに不満を抱く利用者層から絶大な支持を得た ことから、その後サウスウエスト航空の基本的な路線展開はこの方針に徹することになる。

#### 最優良航空会社へ
これより少し遡る1978年3月28日、創業期より社長兼CEOを務めていたミューズが辞任し、後任にはユナイテッド航空でマーケティング担当副社長を務めていたハワード・パトナムが着任し、創業者のケレハーは会長に就いた。さらに、パトナムは1981年9月22日に退任し、1982年2月23日からは、ケレハーが社長兼会長兼CEOに就任した。経営に関する全権を掌握したケレハーは、その後のサウスウエスト航空の特徴となる3点の方針を打ち立てた（「運営方針」の節で後述）。
他方、1980年代の他の航空会社では他社の買収などで急激に路線網を拡大する事例が多かったが、サウスウエスト航空は大きな買収などは行わず、基本的には自力での路線展開を進めていった。また、他社では急激な路線展開の後ほどなく撤退を繰り返しているケースもあったが、サウスウエスト航空は基本的には一度就航した地区からの撤退はせず、着実に路線網を拡大していった。さらに、他の航空会社が市場シェアの拡大を重視する 中で、サウスウエスト航空は徹底的に利益を重視した経営を行った。
1988年5月、サウスウエスト航空は米国運輸省が発表する定時運航率の高さ・手荷物の紛失件数の少なさ・利用者からの苦情の少なさの3部門について、米国の全航空会社中でトップとなった。これは、サウスウエスト航空の顧客満足度がトップクラスであるということでもあった。1989年11月からは3か月連続して3部門とも首位となったことから、サウスウエスト航空では1990年1月に "Triple Triple Crown" （3か月連続の三冠王）という広告展開を行った。サウスウエスト航空は一躍米国最優良航空会社として名前が知れ渡ることになる。その後、1992年から5年連続で、年間を通じて "Triple Crown" （三冠王）となった。さらに、1991年には、米国の航空雑誌『エア・トランスポート・ワールド』が主催する賞「エアライン・オブ・ザ・イヤー」を受賞した が、国際線を全く運航していない航空会社の受賞はきわめて異例のことであった。
1990年末には湾岸戦争が勃発し、燃料費の高騰により米国の航空会社は軒並み赤字に転落したが、サウスウエスト航空は1990年第四半期の損失を450万ドルに抑えた。さらに、その後1994年までの景気後退のさなかで利益を計上したのは、米国航空業界ではサウスウエスト航空だけであった。
この時点で、航空自由化政策による航空会社同士の激しい競争は一段落していたが、サウスウエスト航空が雛形とした航空会社は、PSA やエア・カリフォルリア のどちらも他社に買収の上吸収合併されていた。そして、創業時にサウスウエスト航空のライバルだった航空会社も、ブラニフ航空は1982年に連邦倒産法第11章（チャプター11）の申請を行った後に1989年に運航停止となり、テキサスインターナショナル航空はコンチネンタル航空と合併した ものの、そのコンチネンタル航空は1990年に2度目のチャプター11適用申請をする有様であった。また、パンアメリカン航空・イースタン航空のように会社自体が消えてしまったり、航空会社同士の合併が多く行われた結果、航空自由化政策が行われる前よりも航空会社の数は減ってしまっていた。サウスウエスト航空は、それらの激しい競争から常に距離を置いた状態で成長していたのである。

#### ダラスの対決
1992年に、サウスウエスト航空が "Just Plane Smart" （ちょっと気の利いた飛行機）という宣伝文句を使用し始めた直後、すでに "Plane Smart" （気の利いた飛行機）という宣伝文句を使用していたスティーブンス・アビエーション は、商標侵害であるとして訴え出た。しかし、サウスウエスト航空は、その宣伝文句の使用を直ちにやめることも、法廷で争うこともしなかった。両社のトップが腕相撲の試合を行うことで決着をつけることにしたのである。
この試合は、3回勝負で2回勝った方が宣伝文句の使用権を得て、1回負けるごとに5000ドルを相手が指定する慈善団体へ寄付するという内容で、1992年3月にダラスのスポーツ用施設で行われた。試合はケレハーの負けとなったが、試合終了後、スティーブンス・アビエーションのカート・ハワールド会長は、サウスウエスト航空が "Just Plane Smart" という宣伝文句をその後も使用することを認めた。慈善事業には合計1万5000ドルが回され、両社にとっても良い宣伝となった が、ケレハーは宣伝目的であったことを否定している。
この勝負は米国のマスコミにも "Malice in Dallas" （ダラスの対決）という話題として提供され、当時米国大統領だったジョージ・H・W・ブッシュからも「微笑ましい」という内容の手紙が届く ほどの評判になった。また、サウスウエスト航空の社内では伝説として語り継がれている。

#### さらなる事業拡大へ
| サウスウエスト航空に対抗してユナイテッド航空が運航開始した「シャトル・バイ・ユナイテッド」（オクラホマシティにて） |  | サウスウエスト航空に買収されたモリスエア（ロサンゼルス国際空港にて） |
| サウスウエスト航空に対抗してユナイテッド航空が運航開始した「シャトル・バイ・ユナイテッド」（オクラホマシティにて） |  | サウスウエスト航空に買収されたモリスエア（ロサンゼルス国際空港にて） |

この頃からは、他の航空会社もサウスウエスト航空の実力を認めており、その運航形態を見習うようになる。
例えば、ユナイテッド航空はサウスウエスト航空の参入によって、ロサンゼルスとサンフランシスコを結ぶ区間で大きなシェアを奪われており、これに対抗するにはサウスウエスト航空並みの運航体系をとらなければならないと判断し、1994年10月1日より同区間において「シャトル・バイ・ユナイテッド」 と呼ばれる別組織での運航 を開始することを決めた。サウスウエスト航空はユナイテッド航空の動きを予想しており、「シャトル・バイ・ユナイテッド」の計画が判明すると、直ちにかねてから合併を申し入れていたモリスエアとの交渉に入り、1993年12月31日に合併を決定した。モリスエアとは路線網が重複しておらず、しかも保有機は両社ともボーイング737のみであった ため、サウスウエスト航空にとっては都合がよく、ユナイテッド航空との競合区間で増便を行うための航空機も用意できたのである。それまでサウスウエスト航空は目立った他社買収などを行ったことがなかったが、この後他社の買収などが行われるようになる。
1995年1月31日、サウスウエスト航空では電子航空券制度を導入した。これは、1994年にサウスウエスト航空の航空券がユナイテッド航空・コンチネンタル航空・デルタ航空のチケット予約システムから外されることになった ことがきっかけで、独自の新しい予約システムを導入することになり、同時にチケットレスシステムの導入を行ったものである。

### 2000年代
2001年9月11日の同時多発テロ発生後、サウスウエスト航空は同年9月25日には利用促進キャンペーンの実施を発表した。同年、米国の航空会社が軒並み赤字に転落した中、サウスウエスト航空だけは利益を計上した。
2002年からは初めて米国大陸横断路線などの長距離便にも参入することになり、同年9月よりロサンゼルスとワシントンを結ぶ路線の運航を開始した。ワシントンではボルチモア・ワシントン国際空港に乗り入れる、所要時間が5時間前後という路線であるが、使用機材は従来通りボーイング737が使用されるなど、これまでの路線と同様のサービスが提供される。2002年9月15日までは就航記念で往復198ドルという運賃が適用された。
2005年5月、サウスウエスト航空は "Wright was wrong" （ライト修正法は間違っている）と題して、ダラス・ラブフィールド空港の発着に関する制限をつけている「ライト修正法」の撤廃を求める運動を開始した。紆余曲折はあったものの、2006年6月15日にライト修正法を撤廃するための法律整備に関係者が同意したと発表され、これを受けて同年10月19日よりラブフィールド空港からの通し運賃が設定されることになった。
2005年12月8日、シカゴ・ミッドウェー国際空港で、サウスウエスト航空1248便は滑走路の積雪によりオーバーラン、空港敷地外に逸脱して自動車と衝突するという事故が発生した。巻き込まれた自動車に乗っていた子供が死亡したため、死亡事故ゼロの記録は途切れた。
2010年7月に、「機械的な不具合」を天災などと同様の「予測不能な不可抗力による事故」として、サウスウエスト航空の運送契約に基づく補償対象外の事例に追加したことは広く話題になった。ただし、サウスウエスト航空の広報によると、今後も過去と同様に、機材不良などで影響を受ける乗客には補償を行うとしている。
2010年9月27日、エアトラン航空の親会社であるエアトラン・ホールディングスを14億ドルで買収することを計画していると発表、2011年5月2日には買収手続きを完了したと発表した。サウスウエスト航空では、FAAが単一運航認証 (SOC) を発行するのは2012年ごろと見込んでおり、2014年までに完全統合することを目指している、と報じられた。

## 企業概説

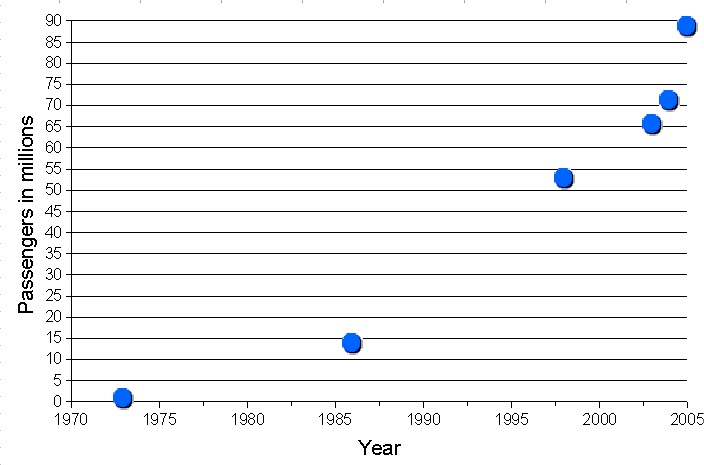
年間輸送人員の推移（1973年から2005年まで）

運航を開始した1971年は、資本金は331万8000ドル、総資産は2208万3000ドル、営業収益は213万3000ドルで、純損失が375万3000ドルであった。2010年の決算報告では、資本金は62億3700万ドル、総資産は154億6300万ドル、営業収益は9億8800万ドル、純利益が4億5900万ドルとなっている。
年間輸送旅客数は、運航を開始した1971年ではわずか10万8554人であった。その後、事業規模を拡大した結果、1991年の年間輸送旅客数は約2521万人に増加していた。さらに2001年時点では約7363万人と10年間で3倍近くに増加しており、2007年には年間輸送旅客数が1億人を超えた。
なお、サウスウエスト航空では、労働争議が原因で赤字になったことは一度もない。

### 運営方針
1978年にCEOに就任したケレハーが決めたもので、ノンフリルかつローコストでありながら品質感のある航空会社にするため、以下の3点を徹底的に遵守する方針が立てられている。
- 定時出発率を高いレベルで維持すること
- 利用者にとっては迷惑なトラブルを可能な限り減らすこと
- カジュアルでフレンドリーな会社のイメージを最大限に利用者にアピールすること

また、対外的にも「愛」を前面に出している。ロゴマークはハートマークを採用し、旧カラーリングではすべての飛行機にもハートマークが描かれていた。公式サイトでも「LUV(=Love) is ○○○」というキャッチコピーを用いているほか、自社のことを "Love Airlines" という愛称で呼んでおり、ニューヨーク証券取引所 (NYSE) のティッカーシンボルは「LUV」である。

#### 家族的な社風
開放的なコミュニケーションと強いチームコーディネートを促進することで、積極的な職場文化を作り上げている。サウスウエスト航空の人材戦略は、個人の能力よりもチーム全体での成果に焦点を合わせ、チームの発展に向けたものである。サウスウエスト航空は、業務と私生活のバランスを維持した上で、従業員の共同体と家族的なつながりを維持するよう奨励している。社員同士のみならず、社員の家族も含めたつながりを推奨しており、会社主催のパーティーには家族も招待される ほか、従業員の子供を定期的に職場に連れてくることが奨励されている。
また、社内での地位に関わらずお互いをファーストネームで呼び合う習慣が形成されており、従業員が3万人を超えても、一貫して家族的な社風が継承されている。
社員の80パーセント以上が労働組合に加盟しているが、サウスウエスト航空では常に会社のシステムが柔軟に運用できるように就業条件を交渉しており、定時出発率を維持するためには本来の担当業務以外の仕事にも対応できることとしている。定時出発するために、空港での荷物の積み込みを操縦士や客室乗務員が手伝うことは珍しくない。
経営陣は出来るだけ現場を見て回り、その職場の業務を手伝うことで、現場感覚を身につけるように心がけている。繁忙期にはCEOをはじめとする経営陣も空港で荷物扱いなどの業務を手伝う。しかし、社員数が多くなると全ての従業員が経営陣と直接顔を合わせるのは困難になってきたため、社内向けに役員年鑑 "Our Colorful Leaders" を作成し配布している。この役員年鑑は、CEOをはじめとする役員が、仮装した写真とともに遊び心を盛り込んだ自己紹介を記しているもので、1997年当時の客室乗員部長は「これがわが社そのものである」と述べている。

#### 独特の企業文化
サウスウエスト航空は、企業ポリシーとして「顧客第二主義」「従業員の満足（Employee Satisfaction）第一主義」を掲げる。これは、不確定要素の存在する顧客よりも、発展の原動力であり信頼できる人間関係を築き上げることが可能な社員を上位に位置づけているもので、「従業員を満足させることで、却って従業員自らが顧客に最高の満足を提供する」という経営哲学を追求している。また、サウスウエスト航空の基本理念をまとめた内容には「ざっくばらんに」「ありのままの自分で」「仕事を楽しもう」「自分のことに真剣になるな」というキーワードがある が、元バーガーキングCEOのバリー・J・ギボンズは「楽に構えて仕事をしろと勧める基本理念は見たことがない」と評している。また、従業員に対しては失敗を恐れずに新しいことに挑戦することを推奨し、たとえ40万ドルの損失を会社に負わせたとしても、会社側では責任者に対しては降格や解雇などは行わず、あらゆる手段で当該従業員の信頼を回復することに努める。
サウスウエスト航空は、従業員の採用に際してユーモアのセンスがあることを重要視する。これは、「緊張を強いられることの多い仕事につく人にこそユーモアセンスが必要」というケレハーの持論によるもので、操縦士や客室乗務員、空港カウンターの従業員のみならず、本社や駐機場で勤務する従業員にも等しく求められるもので、「どんなに操縦士としての技術が優れていても、ユーモアを解さない社員はサウスウエスト航空の従業員として不適格」としている。また、客室乗務員の採用時には、サウスウエスト航空の顧客に「望ましい客室乗務員」の選定を依頼することがある。
「乗客に空の旅を楽しんでもらう」ことを従業員に推奨しており、出発前の空港で係員や客室乗務員によってパフォーマンスが行われることがあり、そのためのガイドブックも用意されている。サウスウエスト航空では従業員が顧客にへつらうことなく良識を優先することを推奨しており、顧客が満足するための判断を従業員の裁量に任せる方針をとっている ため、顧客を楽しませるためであれば社内規則を曲げるようなことであっても容認されることがある。ユナイテッド航空のシャトル便サービスが開始された際に空港職員が戦闘用の迷彩服を着用したり、聖パトリックの日に客室乗務員が小妖精の衣装を着用して乗務したり、運航中に乗客が連れていたマゼランペンギンの機内散歩を許可したりする 事例は、すべて従業員の判断である。
サウスウエスト航空の経営方針に対しては必ずしも好意的な意見ばかりではなく、「サウスウエストの従業員はふざけすぎている」という投書もある。これに対して、サウスウエスト航空は「ポリシーを変更する考えはない」と返信を送り、従業員を侮辱する顧客に対しては「今後乗らなくて結構です」と躊躇なく他航空会社の利用を勧める。ケレハーは、「『顧客がいつも正しい』と考えることは、上司が従業員に対して犯しやすい最大の背信行為」と述べている。
社内では、何かしらの理由をつけて頻繁にパーティーやイベントが行われる。特にハロウィーンの時には、社内各部署でコスチュームコンテストが行われ、本社社屋では地元の小学生などがコスチューム目当てで見学に来るという。また、クリスマスパーティーは数回に分けて行われるが、年末の忙しい時期を避けるために7月や9月にクリスマスパーティーが行われることがある。
このような社風から、サウスウエスト航空へ入社を希望する者の中には、応募書類をクレヨンで記入したり、ワイルドターキーの瓶にラベルのように履歴書を貼ったりすることさえあるという。離職率は7パーセント以下で、米国航空業界でも最も低い部類に入る。

#### 制服
早い時期から、全部門でカジュアルな服装への移行を行っている。客室乗務員の服装は、夏服の場合ポロシャツ、キュロットパンツ、スニーカーである。
創業当初、客室乗務員に制服として支給されたのはホットパンツとゴーゴー・ブーツであった。これは、創業時の主要な顧客層をビジネス客と定義し、機内でリラックスして過ごしてもらう方法を考えた結果、「ホットパンツとゴーゴー・ブーツを着用し、溌剌とした笑顔の女性客室乗務員によって提供される飲み物とピーナッツ」という結論となったことによる。一時期、フォーマルな制服を導入していた時期もあった が、顧客から不満の声があったため、数年でカジュアルな制服に変更されている。

#### 広告戦略
サウスウエスト航空は広告戦略でもユーモアを取り入れている。ユーモアを交えながら要点を強調することによって、ビジネス客と行楽客の双方の利用者層への売込みを図っている。
また、競争に対しては真剣に取り組むが、競争相手を苦笑させるような広告戦略をとることがある。一例としては、ノースウエスト航空が顧客満足度がトップであるという広告を出した際に、会社としての正式な声明として "Liar, liar. Pants on fire." （うそ、うそ。真っ赤なうそ） と書いた広告を出したことがある。
これまでに広告に使用されたキャッチフレーズとしては、 "The Somebody Else Up There Who Loves You" （あなたを愛する誰かがそこにいる）、 "Just Plane Smart" （ちょっと気の利いた飛行機）、 "THE Low Fare Airline" （唯一の低運賃航空会社）、"TranceFarency"（「運賃の」透明性：真の低運賃を提供する） というものが挙げられる。広告は、サウスウエスト航空公式サイトでも参照可能である。
また、利用者と直接接する従業員も「会社から顧客に対する情報伝達手段の一部」と捉えており、カジュアルでフレンドリーな会社のイメージを最大限に利用者にアピールすることを推奨したり、本社の通路や空港のカウンターに社内で行われたパーティーの写真などを掲出している のも、その一環である。

#### コスト削減
サウスウエスト航空ではコスト削減を人件費削減以外の方法で実行している。
航空機については「地上にいる時には経費を生み、飛行している時に利益を生む」としており、航空機が地上にいる時間をできるだけ少なくすることを目指した結果、サウスウエスト航空の航空機は、1日平均11時間半稼動している。このため、航空機が到着すると、F1レースのピットインの時のようにいっせいに作業員が飛行機に近づき作業を行うことで、航空機の地上滞在時間を短縮している。米国同時多発テロ以前は、最低10分で折り返して出発していた。2004年時点では連邦航空局の規則に従ったため、平均25分となっている。これは、創業期には保有している航空機を売却することで手元資金を確保する必要に迫られ、1機少ない機材での運航を余儀なくされた結果であるが、以後サウスウエスト航空の特徴ともなっている。
多くの格安航空会社と同様、客室乗務員が清掃など複数の仕事をこなす。機内清掃については、目に付く大きなゴミを拾う程度でよいとされているが、これも折り返し時間の短縮によるコスト低減を主眼としたものである。サウスウエスト航空では、折り返し時間の短縮は定時出発率の向上にも寄与するため、結果的には顧客の利益にもなるとしている。
大都市の空港でも、発着便数が少ない小さな空港を選ぶことが多い。小さな空港の方が空港使用料が安いこと、また、空いている空港を使用することにより、空港での駐機時間を減らしてその分運航便を増やせることによる。フロリダ州とカリフォルニア州では燃料価格が他の州よりも高くなるため、給油のタイミングにも気を使っている。
機種は後述するようにボーイング737型機に統一されている。これは「乗員はボーイング737を理解すれば、会社の機材全てを理解したことになる」という観点からのもので、整備コスト・教育コストの低減を図っている。一時的にリース機でボーイング727型機を運航したことはあるが、異なる機種の保有が非効率と判明したためすぐにリースバックされている。保有機材の25パーセントはリース機材としている ほか、整備のアウトソーシング先は部品のメーカーとすることで安全性を確保している。また、ボーイング737-300型機の導入時には、地上作業の時間短縮を図るためにボーイングに対して下水排出用設備の設計変更を要請し、受け入れられている。
2008年、サウスウエスト航空はプラットアンドホイットニー社のエンジン高圧洗浄装置の使用を契約した。航空機を搭乗ゲートに駐機した状態で、エンジンのタービンブレードから汚れと不純物を清掃可能なもので、頻繁にジェットエンジンの洗浄を行うことにより、燃費が約1.9%改善されると見積もられている。

#### 人件費
サウスウエスト航空は人件費をコスト削減対象とはしていない。「会社にとってもっとも大事な従業員に対しては高水準の賃金が支払われるのが当然」という考えによるもので、レイオフについては「短期的な解決策でしかない」、「人員を削減した結果、出発準備に手間取り遅延が発生するのは本末転倒」としており、米国航空業界全体が不振に陥った時も、レイオフも減給もしない方針を貫いている。しかし、COVID-19のパンデミックには抗えず、会社の求めに応じて16,900人あまりが早期退職や長期離職に同意している。これには、パイロットの24%と客室乗務員の33%が含まれる。
サウスウエスト航空の総運航コストにおける人件費率は41%で他の格安航空会社より10%前後高く、デルタ航空の人件費率が44%であるのと比べても高い。給与水準は大手航空会社と比較しても遜色なく、操縦士は全米3番目、客室乗務員は全米5番目、地上作業員と整備士は全米最高の給与水準であるという。なお、サウスウエスト航空では1973年以降、取締役会がそうすべきと考えたという理由により、特に賃金交渉などを行わないまま 従業員持株制度と利益分配制度を導入している。1997年時点では全株式の10パーセントが従業員保有となっており、課税前の営業利益の15パーセントが全従業員に分配される。従業員は、分配利益の25パーセントをサウスウエスト航空の株に投資することになっている。
運航乗務員や客室乗務員については乗務手当が支払われるが、この算出は時間単価ではなく会社が指定した「トリップ」という単位を利用し、その日の移動距離に応じて支払われる。
従業員の訓練期間中は無給であり、交通費などの必要経費以外は支払われない が、これは大手のユナイテッド航空でも同様の方法をとっている など、サウスウエスト航空特有の話ではない。

### 危機管理
サウスウエスト航空は、好調な時期にやりくりを行うことで不況に備えるようにしている。
サウスウエスト航空は燃料取引については、財政力を後押しとした積極的な情報収集をしている。中には、1999年から2000年代前半にかけての燃料取引についての考えが、サウスウエスト航空とは正反対の意見を表明していたアナリストもいた。彼らはむしろ、サウスウエスト航空は根拠なしに燃料価格を予測していたとしている。
2008年の第3四半期では、燃油ヘッジの価格より燃料価格が下落したことにより、サウスウエスト航空は17年ぶりに損失を計上した。

### 他社の買収
事業拡大の過程では、他の航空会社の買収も行われている。これまでに3社を買収しており、2011年現在で1社の買収手続きが完了している。

#### 買収歴

##### ミューズエア

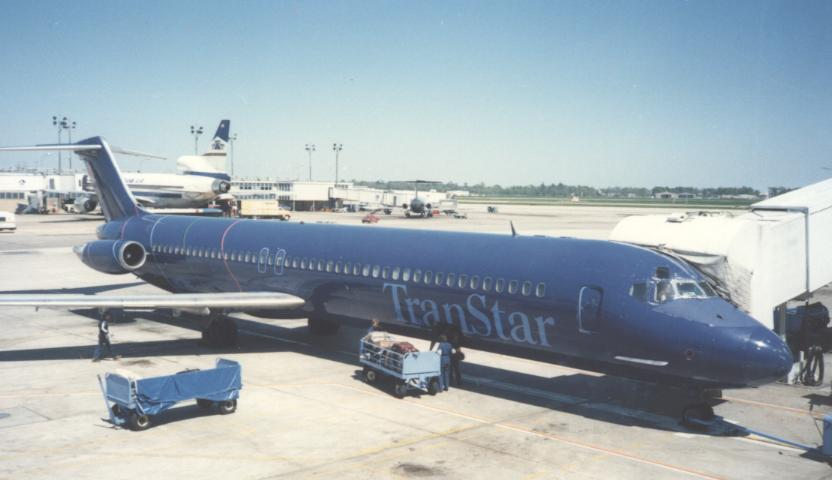
ミューズエアを買収し社名変更したトランスター航空

1985年6月25日、経営が悪化していたミューズエアを6050万ドルで買収した。買収後、社名をトランスター航空に変更し、サウスウエスト航空傘下の別会社として運航を行った。買収された後は、サウスウエスト航空の就航していない地区への路線展開を行ったが、1987年8月9日に運航停止となった。

##### モリスエア
1993年12月には、米国北西部への事業拡大として、ユタ州ソルトレイクシティーを拠点とするモリスエアを1株あたり134ドルで買収した。買収後は完全にモリスエアはサウスウエスト航空に吸収合併された。モリスエアの創業者の一人であるデビッド・ニールマンは、しばらくサウスウエスト航空に勤務していたが、ほどなく退社。後にジェットブルー航空を設立した。

##### ATA航空
2008年に連邦倒産法第11章の適用を受けたATA航空の資産を750万ドルで購入した。これは、それまでATA航空が使用していたニューヨーク・ラガーディア空港の設備利用権利と発着枠を得るのが目的で、ATA航空保有の航空機や社員などは含まれていない。

##### エアトラン航空
2010年9月27日、サウスウエスト航空は、オーランドを拠点とするエアトラン航空(旧バリュージェット航空)の親会社であるエアトラン・ホールディングスを14億ドルで買収することを計画していると発表した。この買収により、エアトランの拠点空港かつサウスウエスト航空が乗り入れていない最大の都市であったアトランタや、新たにメキシコ・カリブ海・アトランタを含む38都市への乗り入れが実現する。2011年5月2日に買収が完了したと報じられ、その後合併まではサウスウエスト航空とエアトランは別々の航空会社として運航を続ける。

#### 失敗した買収
買収による事業拡大は、うまく行ったケースばかりではない。

##### フロンティア航空
2009年7月30日、サウスウエスト航空は経営破綻したフロンティア航空の買収価格を1億1360万ドルと発表した。当初、サウスウエスト航空ではフロンティア航空を別会社として傘下に組み込む予定であったが、最終的には合併の上でフロンティア航空の航空機をボーイング737に取り替える計画となった。しかし、同年8月14日には、入札でリパブリックエアウェイズ・ホールディングスに敗れた。専門家は、デンバーへの事業拡大という点から、サウスウエスト航空が入札で勝利すると予想していた。サウスウエスト航空では、買収失敗の要因として、両者のパイロット組合と合意できなかったことを挙げている。

### 本拠地

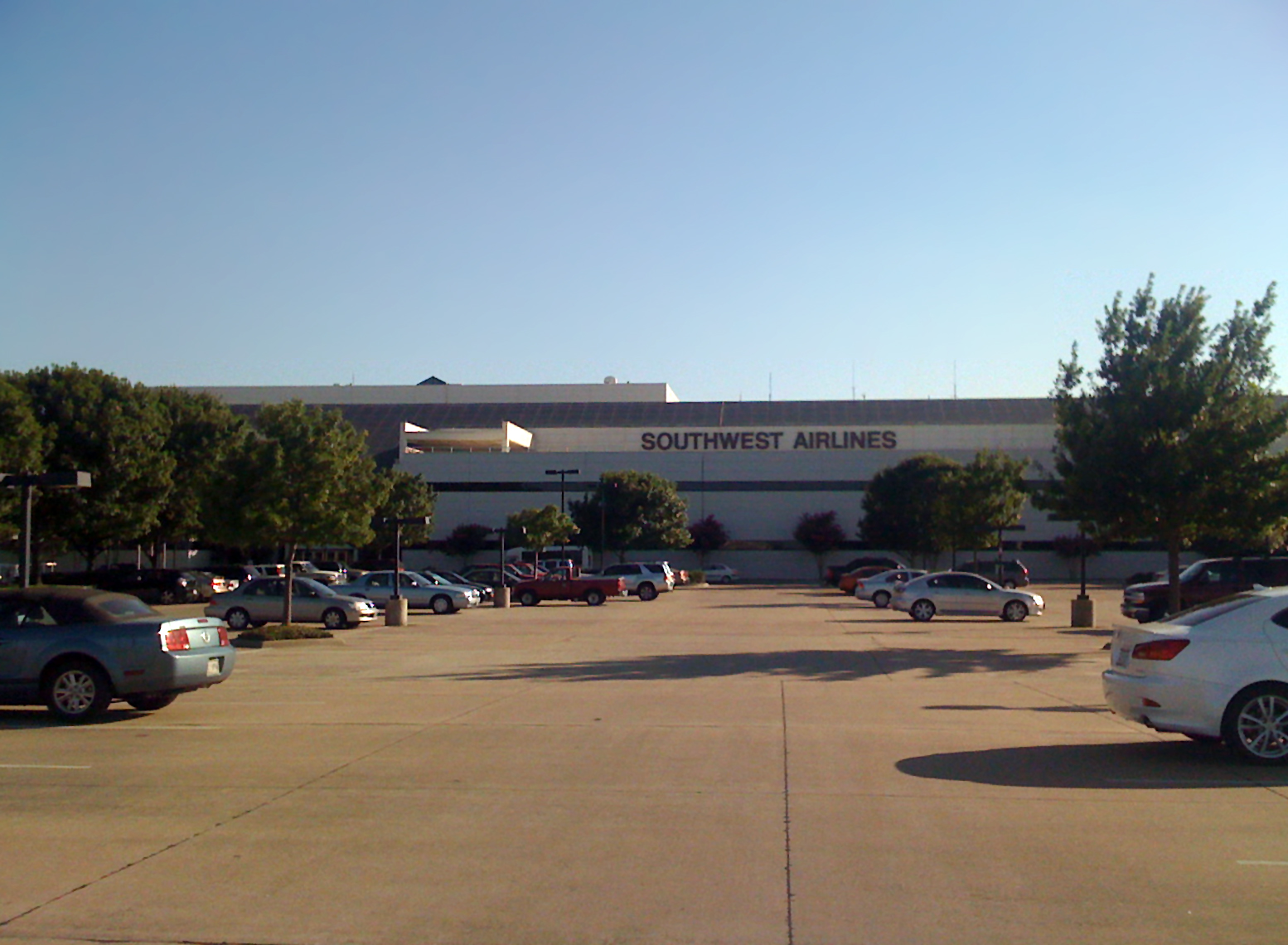
本社

サウスウエスト航空の本社は、テキサス州ダラスのラブフィールド空港敷地内にある。
創業当初はダラス市内のビルに本社を設置していた が、1990年に現在地に移転した。その時点で、2万3800平方メートルの敷地に約650人の従業員が勤務していた。現在の建物は1500万ドルをかけて建設された が、その時に設計を担当したのはテキサス工科大学を卒業したばかりの新入社員で、これもサウスウエスト航空の「因習にとらわれない姿勢の表れ」とされている。1995年には本社を5600平方メートル拡張している。 2006年時点では、約1400人の従業員が、3階建ての社屋で勤務していた。
1996年3月、3000万ドルを費やして、既存の本社敷地に追加する形で、2万8千平方メートルの拡張を行うと発表した。1996年3月13日にはこの工事はダラス市議会で満場一致で可決された。サウスウエスト航空では、合計4ヘクタールの土地をダラス市から借り受け、本社拡張と同時にパイロット訓練施設の建設と、駐車場の増設を行った。これらは当初予定通り1997年3月に完成した。パイロット訓練施設が移転し、本社は北側に拡張された。

### その他の活動
毎年冬には、サウスウエスト航空の就航都市に在住する飛行機運賃を支払う資力のない高齢者を対象に「ホリデーにはホームへ」キャンペーンを行っている。対象者が故郷に帰って身内と会うことを支援するもので、無料の航空券が提供される。1986年と1987年には、当時の大統領だったロナルド・レーガンから表彰されている。
1985年以降、難病の子供とその家族を支援するための宿泊施設「ドナルド・マクドナルド・ハウス」への支援活動を行っている。単純に寄付するだけではなく、従業員有志が月例夕食会やクリスマスパーティーを開催するという内容で、1994年にはハウスに多大な貢献をした会社として表彰されている。
サウスウエスト航空はテキサス州における高速鉄道の建設に反対している。

### 歴代主要経営陣
ラマー・ミューズ（初代CEO）トランステキサス航空、サザンエア、セントラル航空、ユニバーサル航空を経て、初代CEOとして着任。サウスウエスト航空の創業期に、航空業界で経験をつんだベテランを集めて、初期の企業幹部を形成した。1978年に辞任、その後1981年にミューズエアを設立、1984年にミューズエアの経営を息子に委譲。
ロリン・キング（初代業務担当副社長）共同創立者のうちの一人。当初より社員と交流することが義務と考え、1か月に25時間から30時間は自社機に搭乗し、社員や乗客との対話を行っていた。経営陣が現場を直接視察し、できる限り現場の従業員との交流を培うという、サウスウエスト航空の社内基準を決めた人物である。
ハワード・パトナム（2代目CEO）ユナイテッド航空のマーケティング・サービス担当の副社長を経て、1978年9月21日に正式に就任。サウスウエスト航空で果たした最大の貢献について何かを訊かれ、「ユナイテッド航空で学んだことを1つも実行しなかったことだ」と答えて、ケレハーを大笑いさせたことがある。1981年9月22日に、ブラニフ航空の社長兼CEOとなるために退任。
ハーバート・ケレハー（3代目CEO→名誉会長）共同創立者のうちの一人。創立当初は法律顧問だったが、ミューズの退任からパトナムの着任まで暫定的にCEOを務めた。その後会長職にいたが、パトナムの退任後の1982年2月23日から正式にCEOとして着任。サウスウエスト航空の企業風土を形成した立役者 であり、サウスウエスト航空の歴史はケレハーを中心に成り立っているともみられている。2001年にCEOを退任、2007年7月に取締役会議長を辞任した。
ジェームス・パーカー（4代目CEO）2001年中盤にCEOに着任した。サウスウエスト航空が米国で最大の航空会社になったとき、空前の収益性で会社を成長させた立役者である。「個人的な理由」でCEOを退任した。
ゲリー・C・ケリー（5代目CEO）2004年7月15日にジム・パーカーの後任としてCEOに着任した。2008年7月15日にはコリーン・バレットの後任として社長に着任している。
コリーン・バレットケレハーが弁護士業を行っていた時の秘書で、総務・経営担当副社長を経て社長に就任。規則を顧客サービスに適用せず、柔軟な対処を行う社風の維持に務めた。理事会と事務部長を2008年5月に辞任、2007年7月には社長も辞任した。

## 機材

### 運用機種
ボーイング社製航空機のサウスウエスト航空顧客番号（カスタマーコード）は「H4」で、自社発注機材の型式名は737-3H4/5H4/7H4となる。同社はボーイング737型機を世界で最も多く保有する航空会社である。また、737-300/NG/MAXのローンチカスタマーであり、これらの737ファミリーを世界初就航させた航空会社でもある。同一機種を300機以上揃えている航空会社は、世界中を探してもサウスウエスト航空以外には存在しない。ボーイング737型機の生産5000機目の機体もサウスウエスト航空に就航している。
2022年現在、同社は733機の航空機を保有し、そのすべてがボーイング737シリーズである。なお、1985年から1987年にかけてサウスウエスト航空の傘下だったトランスター航空（旧・ミューズエア）は、マクドネル・ダグラスのDC-9とMD-80シリーズを運用していた。2007年末現在、同社機材の機齢は平均約9.7年であり、1日の飛行回数は1機あたり平均約7回である。1日平均の1機あたりの運用時間は、8時間30分から11時間30分程度である。
| 機材                | 保有機数 | 発注機数 | 客室 | 備考                                         |
| ------------------- | -------- | -------- | ---- | -------------------------------------------- |
| ボーイング737-700   | 397      | -        | 143  | ローンチカスタマー 順次MAXと入れ替え退役予定 |
| ボーイング737-800   | 207      | -        | 175  |                                              |
| ボーイング737 MAX 7 | -        | 302      | 150  | ローンチカスタマー 2024年より納入予定        |
| ボーイング737 MAX 8 | 208      | 270      | 175  |                                              |
| 合計                | 812      | 573      |      |                                              |

2010年にボーイング717シリーズの世界最大規模のカスタマーであるエアトラン（旧・バリュージェット）を買収することが決定し、同シリーズもサウスウエスト航空の機材として組み込まれることが決定しているため、合併後はボーイング737シリーズとボーイング717シリーズの2種類を保有することになる とみられており、アトランタに存在するエアトランの航空機メンテナンス施設（ハンガー）についても、サウスウエスト航空ではボーイング717専用の基地としてアトランタのハンガーを存続する方針であった。しかし、2012年5月22日に、エアトランが保有しているボーイング717型88機をデルタ航空にリースすることで合意したと発表された。なお、エアトランではビジネスクラス設定や座席指定サービスを導入しているが、サウスウエスト航空ではこれまでと同様に単一クラスで自由席というサービスを行うことになっているため、エアトランの保有機は2012年ごろから順次オールエコノミー仕様への改修とカラーリングの変更が行われる予定 としていたが殆ど仕様変更前にデルタに転籍していてサウスウエスト機としては殆ど運用されていないとみられる。
737NGシリーズ
すべてのボーイング737型機にはヘッドアップディスプレイを装備している。また、737-700型機は、2機を除いてブレンデッド・ウィングレットを装着しており、飛行距離に関係なく3%から4%の燃料節約を可能にしている。2007年12月以降、737-300型機は順次退役が行われることになったが、機齢の若い737-300型機はグラスコックピット改装により737-700型機との互換性を保ち、GPSを含む航法精度要件を満たすシステムとする。2004年時点では、すべての機材を737-700型機に置き換える計画があった が、2010年12月15日、ボーイング737-800型機を70機導入する計画を公表した。2011年に運航中の737-300型機の客室部分に穴が開き緊急着陸し、同型他機を緊急検査したところ他3機にも同じような亀裂が発見され、同事故によりFAAから同シリーズに対する耐空性改善命令が出されたことにより社内での機種交換が更に加速している。2012年3月から737-800型機の納入も始まり、同型機はLED照明等を搭載した新内装「スカイ・インテリア」を装備している。2014年には受領済みの737NGシリーズが装備できる737MAXシリーズと同じ型のシミタール・ウィングレットを発注した。2015年頃からは、エアバス機への切り替えや運用困難など理由に手放した737-700を同社が大量購入している。エアバス機、737-900などへ交換したライアンエアー、ターキッシュ・エアラインズ、ジンエアー、ティーウェイ航空、ウエストジェット、中国東方航空からリース及び購入した中古機材。経営破綻したトランスアエロ航空もボーイングフィールドに集結し同社のフリートに加わった。
737MAXシリーズ
2011年12月13日にボーイング737MAX型150機の確定発注をしたことにより、ボーイング737MAX型のローンチカスタマーとなった。150機という発注数はボーイングの旅客機では最大規模である。2018/19年と立て続けに大型発注していた737MAXが操縦系統起因とみられる事故を起こして世界的運航停止され同社は同様なトラブルが複数回確認されていたが社内でトラブル時の回避策が共有されていて大事に至っていなかった が、運航停止による影響で2020年5月には2021年までに予定していた123機を受領をCOVID-19流行もあり受領先延ばしを決定した。同年10月にFAAによる運航停止は解除され、2021年3月に同社は発注内訳を変更し、737 MAX 7が200機、737 MAX 8が149機で2031年までの確定発注し、MAX7/8選択可能なオプション契約を270機として、MAXシリーズ最大628機が2031年までに引き渡される見通しで、同時に経年化の進む737-700から入れ替え引退を促進して運航コストやCO2（二酸化炭素）排出量を削減するとした。
2023年10月には737 MAX 7を108機追加発注。これにより737 MAXシリーズの未受領機は合計573機となる。同時に経年化した737-700の置き換えも進められている。

### 退役機材
| ミッドウェー航空から購入した機材。社名タイトルだけ変更して使用 |  | 短期間のリースとなったボーイング727-200 |
| ミッドウェー航空から購入した機材。社名タイトルだけ変更して使用 |  | 短期間のリースとなったボーイング727-200 |

ボーイング727-2001970年代後半にリース機として導入したが、非効率であることが判明したため短期間でリースバックされている。
ボーイング737-200運航開始当初から使用。路線拡充の際には、新造機だけではなく中古機材をエアリンガス、エア・フロリダ、ミッドウェー航空、コンチネンタル航空から購入した事もある。2005年1月15日のフライトを最後に全機退役。
ボーイング737-300/500最大300型195機、500型25機運用し同航空の成長を支えた機体

### カラーリング
| 初期のカラースキム |  | 2001年以降に採用された前カラースキム |
| 初期のカラースキム |  | 2001年以降に採用された前カラースキム |

サウスウエスト航空の初期のカラースキムは、サンドゴールドにオレンジと赤のストライプが入り、白のピンストライプが各色の境界に入るもので、 "SOUTHWEST" の文字が垂直尾翼のサンドゴールド部分に入っていた。このデザインは、「フライング・バナナ」と通称されていた。
2001年1月16日、会社創立後30年目にして初めてカラースキムが変更された。ベースカラーをサンドゴールドからキャニオンブルーに、 "SOUTHWEST" の文字とピンストライプを金色に変更した。オレンジ色と赤色のストライプは継承されているが、各色の境界のピンストライプは旧カラースキムでは直線だったものが、緩い曲線を描くものに変更された。ブレンデッド・ウイングレット装備機では、ブレンデッド・ウイングレットのストライプの中に "SOUTHWEST.COM" と文字が入る。2007年末までに、すべての機材のカラースキム変更は完了した。
2014年にはCIの変更と共に大幅なカラースキムの変更を行った。機体は原則としてキャニオンブルー一色とし、新ロゴマークが機体に、また同社の象徴であるハートをモチーフにした新シンボルはロゴマークでは「ドット（.）」の部分に、また機体腹部に塗装される。全機の塗装変更完了にはおおむね7年程度を要すると発表している。

#### 特別塗装機
| 初の特別塗装機「シャム・ワン」 |  | テキサス州旗をデザインした「ローンスター・ワン」 |
| 初の特別塗装機「シャム・ワン」 |  | テキサス州旗をデザインした「ローンスター・ワン」 |

いくつかの飛行機では特別なカラースキムが施されている。
初の特別塗装機はテキサス州の水族館「シーワールド」の宣伝用として1988年5月に登場したもので、機体全体にシャチのペイントを施した特別塗装機「シャム・ワン」を運航させたものである。これは日本でマリンジャンボが登場するより5年ほど早い。その後、当時シーワールドを買収したアンハイザー・ブッシュの経営者がこの手法を高く評価したため、2機（「シャム・ツー」と「シャム・スリー」）が追加された。愛称の「シャム」は、シーワールドで人気を博しているシャチの名前からとったものである。サウスウエスト航空とシーワールドの提携解消により、2014年を最後に運航を終了し、通常塗装に戻されている。
創立20周年を迎えた1991年には、テキサス州の州旗をデザインした「ローンスター・ワン」 を登場させ、以後ネバダ州・カリフォルニア州・アリゾナ州・メリーランド州・ニューメキシコ州・フロリダ州・イリノイ州の州旗やイメージをペイントした機を地域密着運営の一環として登場させている。2005年にはNBAのオフィシャルエアラインとなったのに伴い、バスケットボールを機体に描いた「スラムダンク・ワン」も登場した。また、サウスウエスト航空の創立25周年を記念した「シルバー・ワン」、米国運輸省から定時運航率・苦情の少なさ・手荷物扱いの正確さの3部門で1位となったことを記念した「トリプルクラウン・ワン」など、自社の祝い事での特別塗装機も登場させている。2009年には期間限定で、イスラエルのファッションモデル、バー・ラファエリの水着姿を大きくラッピングした機も登場させた。

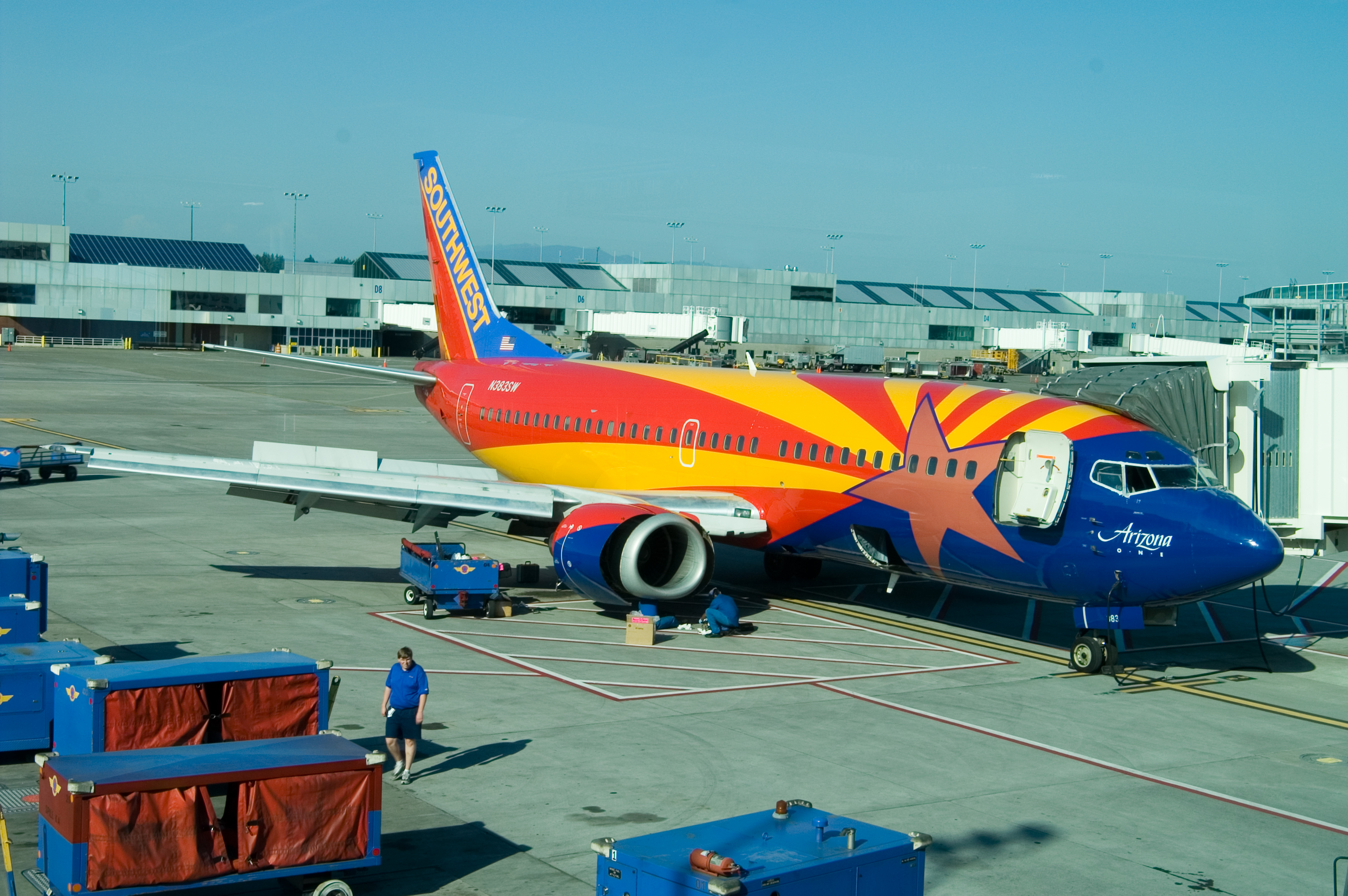
アリゾナ・ワン
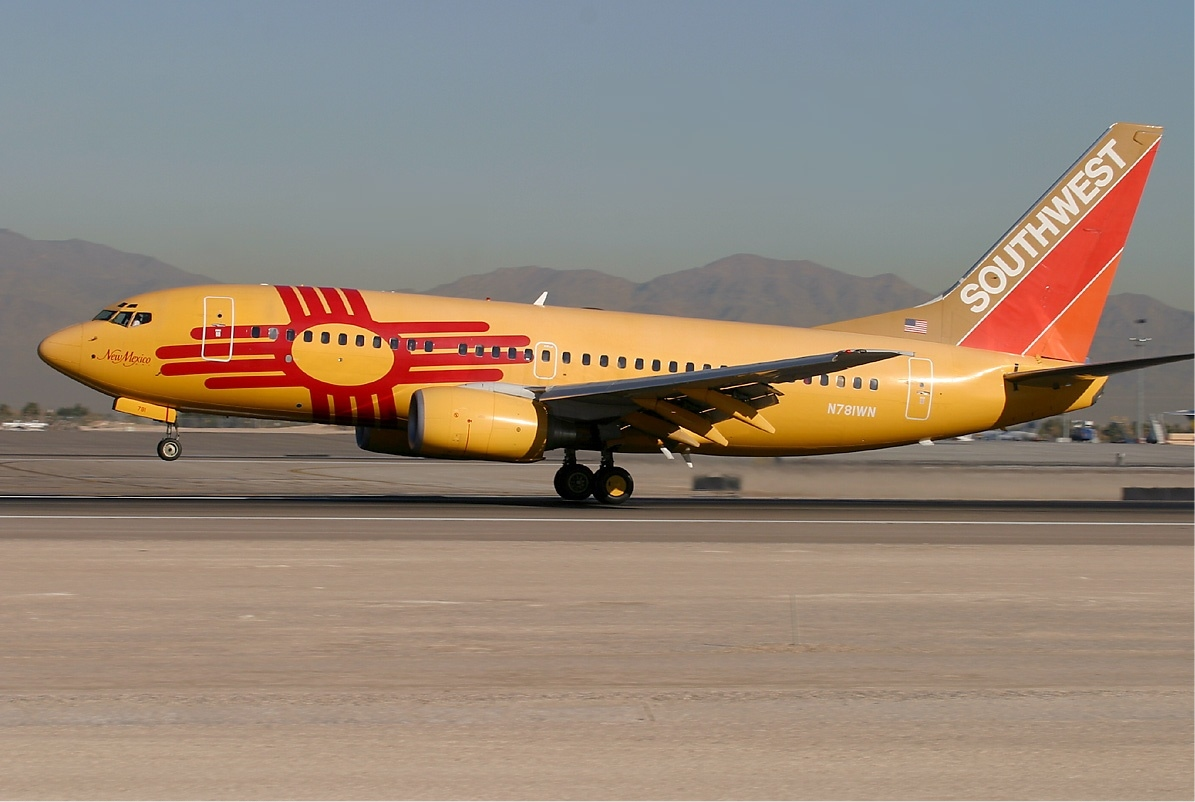
ニューメキシコ・ワン
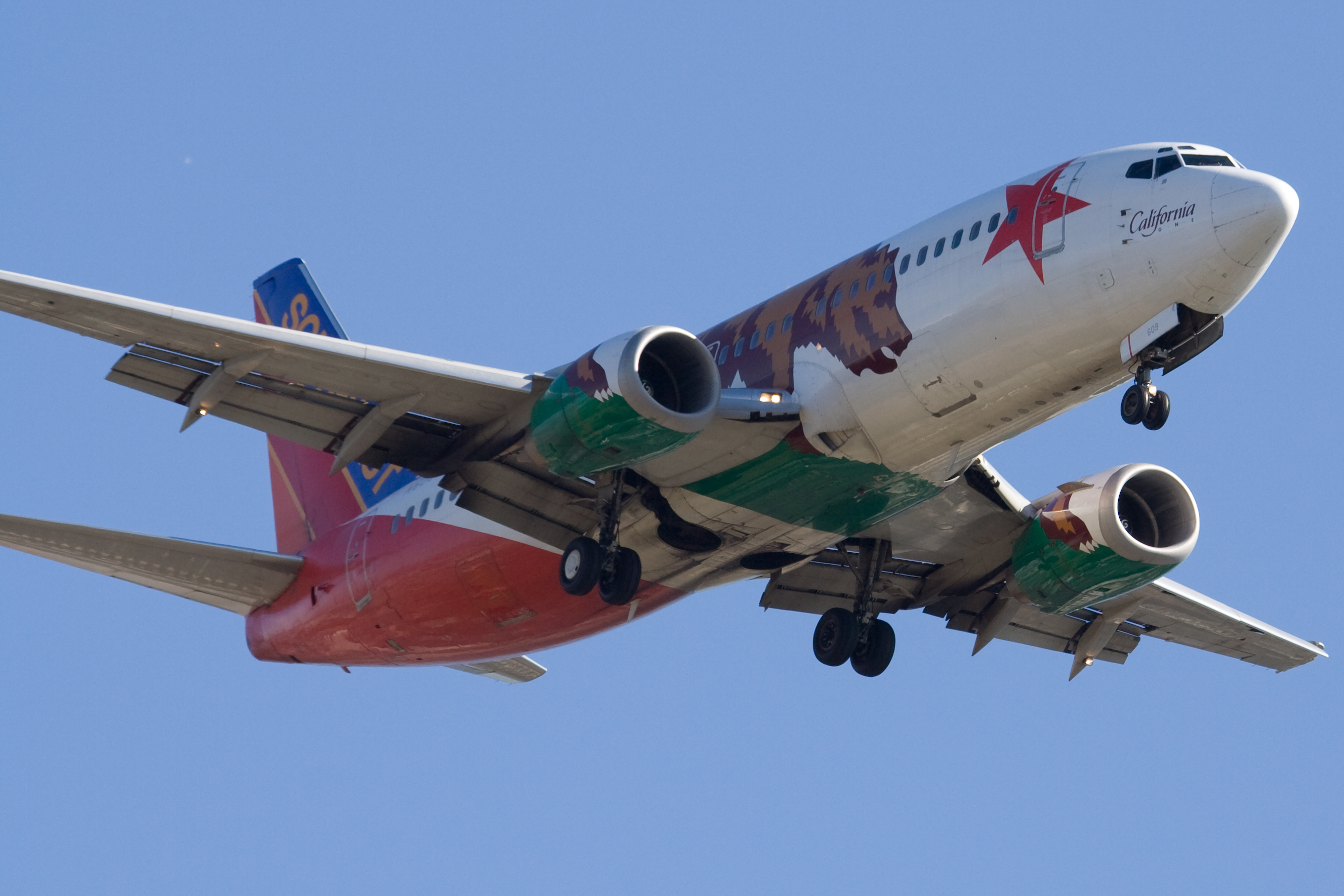
カリフォルニア・ワン
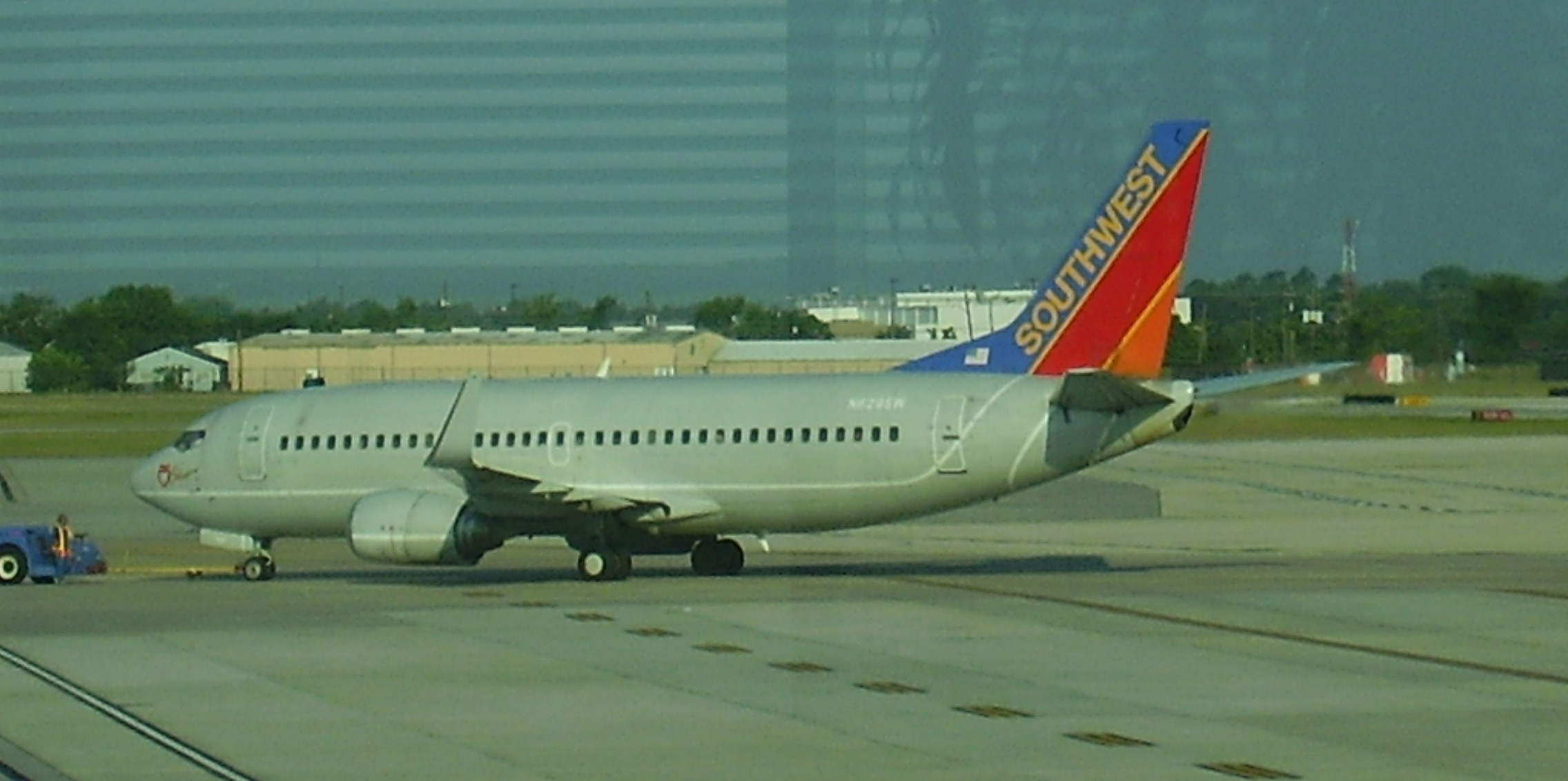
シルバー・ワン
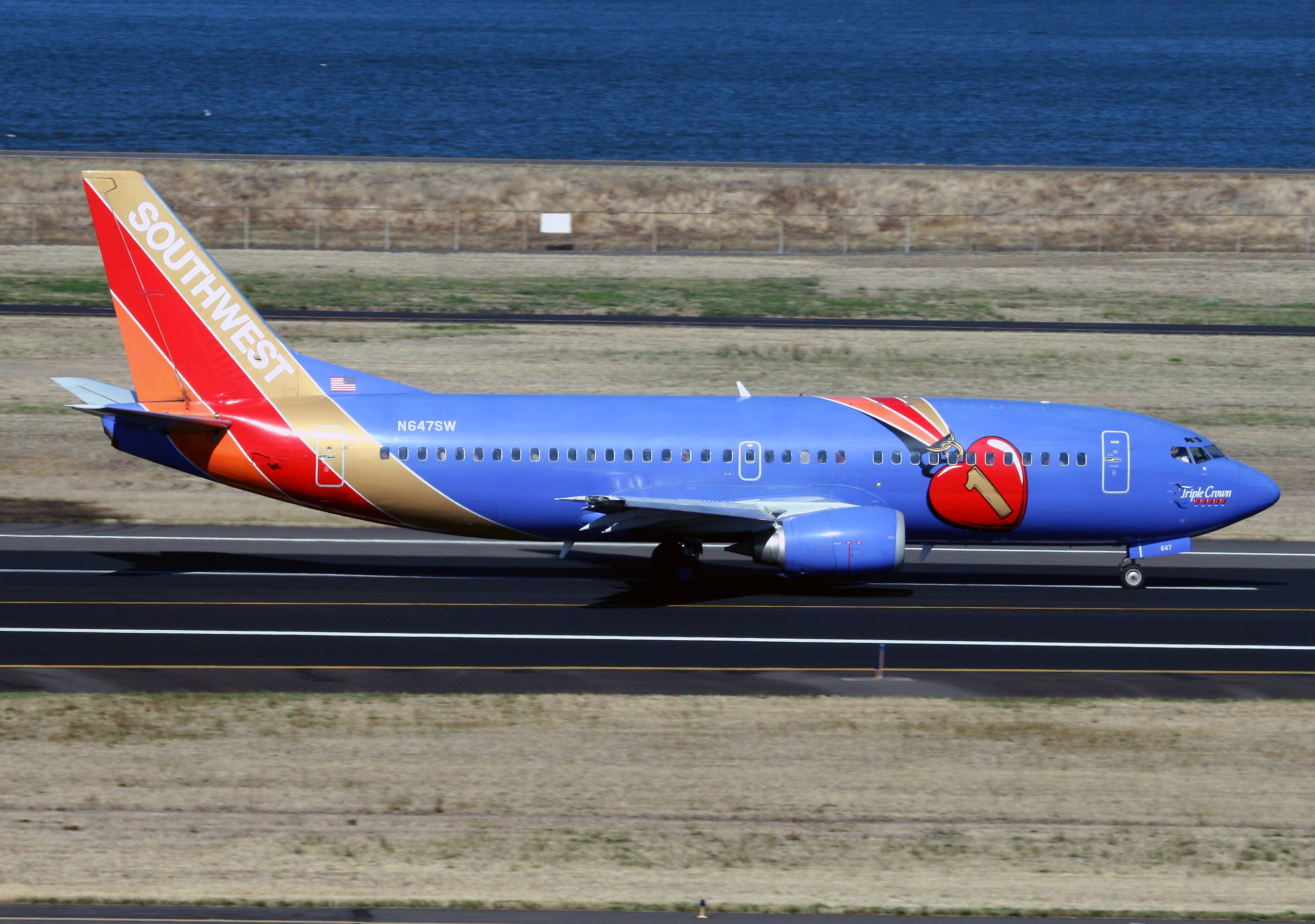
トリプルクラウン・ワン

## 路線展開
| 創業当時の路線網 |  | 2011年3月27日現在の路線網。「ハブ・アンド・スポーク型」と違い、極端に路線が集中している空港はない |
| 創業当時の路線網 |  | 2011年3月27日現在の路線網。「ハブ・アンド・スポーク型」と違い、極端に路線が集中している空港はない |

他の米国の大手航空会社が「ハブ・アンド・スポーク型」と呼ばれるネットワークを持つのに対して、主に米国の地方空港同士を結ぶ「ポイント・トゥ・ポイント型」の航空網を持っている。これは、ダラス・フォートワース国際空港の開港時に、サウスウエスト航空の拠点であるラブフィールド空港からは、隣接する州以遠の路線を運航することができないという法律（ライト修正法）が制定されたことが発端 で、サウスウエスト航空では隣接する州同士を結ぶ路線を展開した。ただし、多くの路線が集中する一部の空港で便宜的なハブ機能を有する事例はある。
サウスウエスト航空の路線展開は、資金が潤沢にあり、利益が出ると見込めるときに限って行われ、決して会社の体力に対して背伸びをするようなビジネスは展開しない。また、就航路線の決定の際には綿密な事前調査を行い、需要があるにもかかわらず供給不足で運賃が高いと判断される都市には、就航可能なタイミングを逃さないように準備を行う。
基本方針として、片道650キロメートル前後で所要時間1時間程度の短距離区間の輸送を守備範囲としており、着陸料などが低く都市部に近く便利な二次空港に乗り入れることが多い。例えば、シカゴではオヘア国際空港ではなくミッドウェー空港に、ヒューストンではインターコンチネンタル空港ではなくホビー空港に、同社の拠点であるダラスでもダラス・フォートワース国際空港ではなくラブフィールド空港に発着している。ただし、十分な利益が見込めると判断された場合は片道2000キロメートル以上の中・長距離路線の運航も行い、最も効率よく航空機を活用できる空港であると判断された場合 には、ロサンゼルス・ラスベガスではそれぞれロサンゼルス国際空港・マッカラン国際空港など、他社と同じ大空港に乗り入れる など、必ずしも基本方針には固執せずに柔軟に対応している。

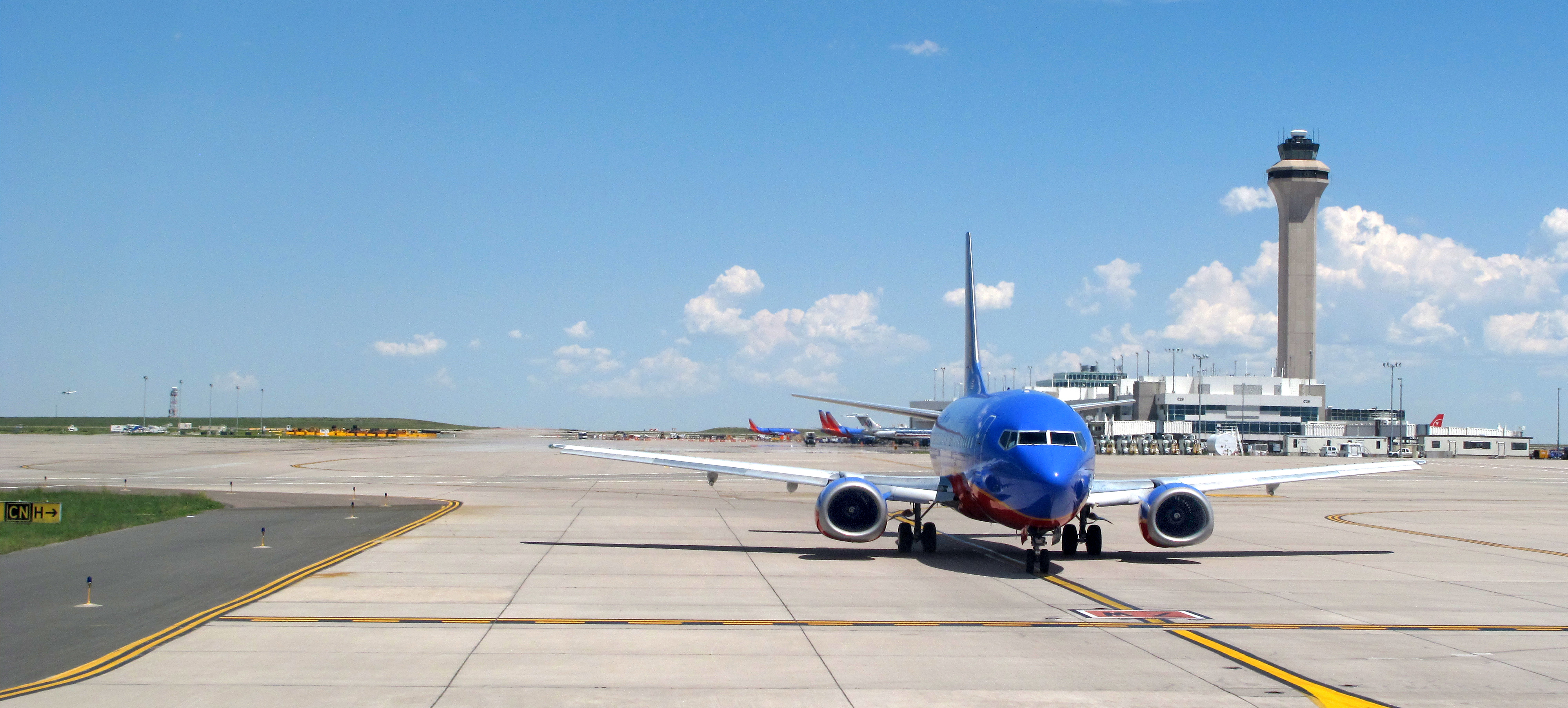
デンバーからは一度撤退したが、後に乗り入れを再開した（デンバー国際空港にて）

基本的に一度就航した地区からの撤退はしないが、コロラド州デンバーでは、不安定な天候と過度な混雑により遅れが多発したこと や、デンバー国際空港の開港と同時に市街地に近いステープルトン国際空港が廃港となった際に、空港利用料が高くサウスウエスト航空のビジネス形態に合わず、低運賃が実現できないと判断された ため、1986年に撤退している。その後、2006年からはデンバー新空港に乗り入れを再開している。
サウスウエスト航空の乗客の80パーセントは地元の利用者で、乗り継ぎなどを行う利用者は全体の20パーセントに過ぎない。これは、他の航空会社と比較しても高い数値である。2011年3月27日現在、サウスウエスト航空は1日3300便を運航し、37州72都市に乗り入れている。最新の乗り入れ空港は、2011年3月27日乗り入れを開始したニューアーク・リバティー国際空港である。

### 就航地
1979年までに、サウスウエスト航空はテキサス州のエルパソ、アマリロ、コーパスクリスティ、ハーリンジェン、ラボック、ミッドランド/オデッサへの路線を開設していた。各州間を結ぶ路線は1979年のニューオーリンズ乗り入れ、1980年のアルバカーキ乗り入れが最初で、その後すぐにオクラホマシティとタルサへの乗り入れが開始された。1982年にはフェニックス、ラスベガス、サンディエゴの3都市への乗り入れで米国西海岸に進出、1985年3月にはシカゴ・ミッドウェイ空港とセントルイスへの乗り入れにより米国中西部へも進出した。
2008年11月に、サウスウエスト航空は、以前にATA航空によって使用されていたラガーディア空港での14の発着枠（毎日7往復分）の購入を申請し、約1カ月後に承認された。その後、2009年3月の下旬に計画が立案された。同年4月前半に、14の発着枠だけであるにもかかわらず、1日16回の発着便（シカゴ・ミッドウェイ空港への5往復とボルチモア・ワシントン国際空港への3往復）の戦略的な計画があると発表された。2009年6月28日にサウスウエスト航空はラガーディア空港での業務を開始、さらに目的地を増加させることにより業務拡大を目指している。
2009年2月、サウスウエスト航空はボストン・ローガン国際空港への運航を同年秋に開始すると発表、同年8月16日よりシカゴ・ミッドウェイ空港とボルチモア・ワシントン国際空港へ、それぞれ5往復ずつの運航が開始された。サウスウエスト航空では、ニューハンプシャー州マンチェスター・ロードアイランド州プロビデンスへの運航の補助的な意味合いもあると説明している。また、この都市の地元紙「ボストンヘラルド」は、今後ローガン空港での搭乗ゲートを2つ追加することも選択肢に上っていると報じた。サウスウエスト航空では、ボストン在住のビジネス利用者に対して低運賃の航空券を提供できることを期待している。
2009年10月、サウスウエスト航空はフロリダ州パナマシティの近郊に存在するノースウエストフロリダビーチ国際空港から、ボルチモア・ワシントン国際空港、オーランド、ヒューストン・ホビー空港、ナッシュビルへの路線開設を発表し、2010年5月24日より運航開始した。
2010年5月11日には、サウスカロライナ州のグリーンビル・スパータンバーグ国際空港(GSP)とチャールストン国際空港(CHS)への乗り入れを表明し、2011年3月13日より両空港からボルチモア・ワシントン国際空港、オーランド、ヒューストン・ホビー空港、ナッシュビル、シカゴ・ミッドウェイ空港への直行便の運航を開始。
2010年8月27日、サウスウエスト航空は、ニューアーク・リバティ国際空港において、コンチネンタル航空とユナイテッド航空の合併に伴い、合衆国司法省によって剥奪された36回分の発着枠を受けることになったと発表した。同年10月28日には、2011年3月27日よりリバティ空港からシカゴ・ミッドウェイ空港へ6往復、ランバート・セントルイス国際空港へ2往復の直行便を運航すると発表した。さらに、2011年6月5日にはボルチモア・ワシントン国際空港とデンバーに3往復ずつ、ヒューストン・ホビー空港とフェニックスに2往復ずつの運航を開始する予定である。

### 国際線
2011年1月現在、サウスウエスト航空は米国外が目的地となる直行便の運航は行っていない。サウスウエスト航空の利用者が米国外へ向かう場合の手段として、他の航空会社とのコードシェア便によるサービスを提供している。
なお、2011年5月2日に買収を完了したエアトラン航空は、メキシコとカリブ海などの目的地への国際線の運航が行われており、エアトランとの合併は、国際線進出への画期的な機会と報じられている。

### コードシェアリング運航

#### 運航中
ボラリス2008年11月10日、サウスウエスト航空はサウスウエスト航空2番目の国際的なコードシェアリングとして、メキシコの格安航空会社であるボラリスとのコードシェアリング協定を発表した。この協定では、2009年夏から米国に乗り入れたボラリス路線を含めた航空券を、2010年から購入可能としている。ボラリスはグアダラハラから、シカゴ・ミッドウェイ空港、オークランド、ロサンゼルス国際空港、サンノゼへの運航を行っている。また、ロサンゼルス国際空港からモレリア、トルーカ、サカテカスへの運航も行っている。

#### 過去に実施されていたもの
アイスランド航空1997年、サウスウエスト航空とアイスランド航空は、ボルチモア・ワシントン国際空港において2社間で乗り継ぎ運賃、運航スケジュールの連携、旅客の手荷物の転送を含めた国際マーケティング協定を結んだ。アイスランド航空は、ボルチモア・ワシントン国際空港とアイスランドのケプラヴィーク国際空港を結ぶ路線の運航を行っていた。サウスウエスト航空の時刻表にも、米国の都市とヨーロッパの都市を結ぶ時刻が掲載されていた。マイレージプログラムは協定に含まれていなかった。この提携は数年間続いた後に終了し、アイスランド航空も2007年1月にボルチモア・ワシントン国際空港から撤退した。
 ATA航空ATA航空（旧・アメリカントランスエア）は、歴史的にはシカゴにおいてサウスウエスト航空の主な競争相手のうちの1社で、シカゴ・ミッドウェイ空港に発着していた。2004年、ATA航空は連邦倒産法第11章（チャプター11）の適用を申請したが、その際にサウスウエスト航空はATA航空の株を購入し、サウスウエスト航空では初となる国内線コードシェア運航を、ATA航空が就航していた路線で開始した。ATA航空が2008年4月3日に連邦倒産法第11章倒産を申請した際に、ATA航空とサウスウエスト航空のコードシェア運航は終了した。2008年11月末になって、サウスウエスト航空はニューヨーク・ラガーディア空港でATA航空が使用していた発着枠を使用した運航の認可を取得したと発表したが、その中にはATAの保有していた航空機、施設や従業員は含まれていなかった。
 ウエストジェット航空2008年7月8日、サウスウエスト航空は、カナダのウエストジェット航空との間で、相互に両社の航空券を販売可能とするコードシェア協定を開始する構想を公式発表した。この提携は、本来は2009年後半までに開始する予定だったが、経済的な理由で延期された。2010年4月16日、両社はコードシェア協定の協議を友好的に終了すると発表した。

## サービス
| チェックインカウンター（オースティン・バーグストロム国際空港） |  | 座席は自由席で、搭乗券に記載されている番号にしたがって並ぶ。並ぶ位置を示す案内表示（オーランド国際空港） |  | 搭乗券（控え）。Aグループ |
| チェックインカウンター（オースティン・バーグストロム国際空港） |  | 座席は自由席で、搭乗券に記載されている番号にしたがって並ぶ。並ぶ位置を示す案内表示（オーランド国際空港） |  | 搭乗券（控え）。Aグループ |

客席はすべてエコノミークラスで、定員制自由席で指定席ではない。電子航空券制度を採用しており、紙の航空券は発券されない。他航空会社との乗り継ぎのための時間調整は行わず、荷物転送もしない。2011年に買収したエアトランではビジネスクラス設定や座席指定サービスが提供されているが、サウスウエスト航空への統合と同時に単一クラスで自由席というサウスウエスト航空本来のサービス内容に統一される。
搭乗手続き（チェックイン）が行われた順に、A・B・Cという搭乗グループに分類され、A・Bグループはさらに1番から60番までに分けられ、搭乗券にはそのグループ番号が記載される。2000年頃までは搭乗券は色のついたセルロイド板で、搭乗時に回収して再利用されていた。座席の指定は行われない。出発24時間前からオンラインチェックインも可能（後述オプションも参照）。搭乗口付近には搭乗グループ別に案内表示があり、搭乗時刻前に指定された案内の位置に並び、順番に搭乗する。
機内放送は突飛なもので知られており、時には客室乗務員が歌を歌う。客室乗務員がハットラックに隠れて乗客を驚かせたり、緊急時の案内アナウンスやデモンストレーションを乗客の中から募って実施してもらったりすることさえある。概ね好評であるが、何人かの旅行評論家は「不快で押しつけがましい」としている。
機内サービスについては、ドリンク類やプレッツェルは提供される が、機内食のサービスはなかった。これは「その分運賃を安くしたほうが乗客は喜ぶ」というポリシーによる。近年は長距離路線でナビスコ社製品のスナック類が提供されている。ソフトドリンクとスナック類は無料、アルコール類は有料（6ドル～7ドル、バウチャーかクレジット払いに限る）であるが、ポイントサービス「Rapid Rewards」会員はポイントをドリンクバウチャーと交換出来る特典もある。普段は有料となっているアルコール飲料は、祝日（特に有名なものに限る）、バレンタインデー、ハロウィンなどの時期に無料で提供されることもある（ただし21歳以上に限られる）。。
ドリンクサービスはカートに何種類もの飲み物を準備して巡回する方式ではなく、個別に注文を受けてからギャレーで準備して、トレイで再度客席に持ってくるという「テイクオーダー方式」で、有料のドリンク類はそのつど代金を徴収する。これは飛行時間（フライトタイム）の長短に関わらず、たとえ飛行時間が30分程度でも同じである。また、飛行時間の長短に関わらず、お代わりのオーダーも確認する が、飛行時間35分でのお代わりオーダーは「もはやミラクル」とも評されている。

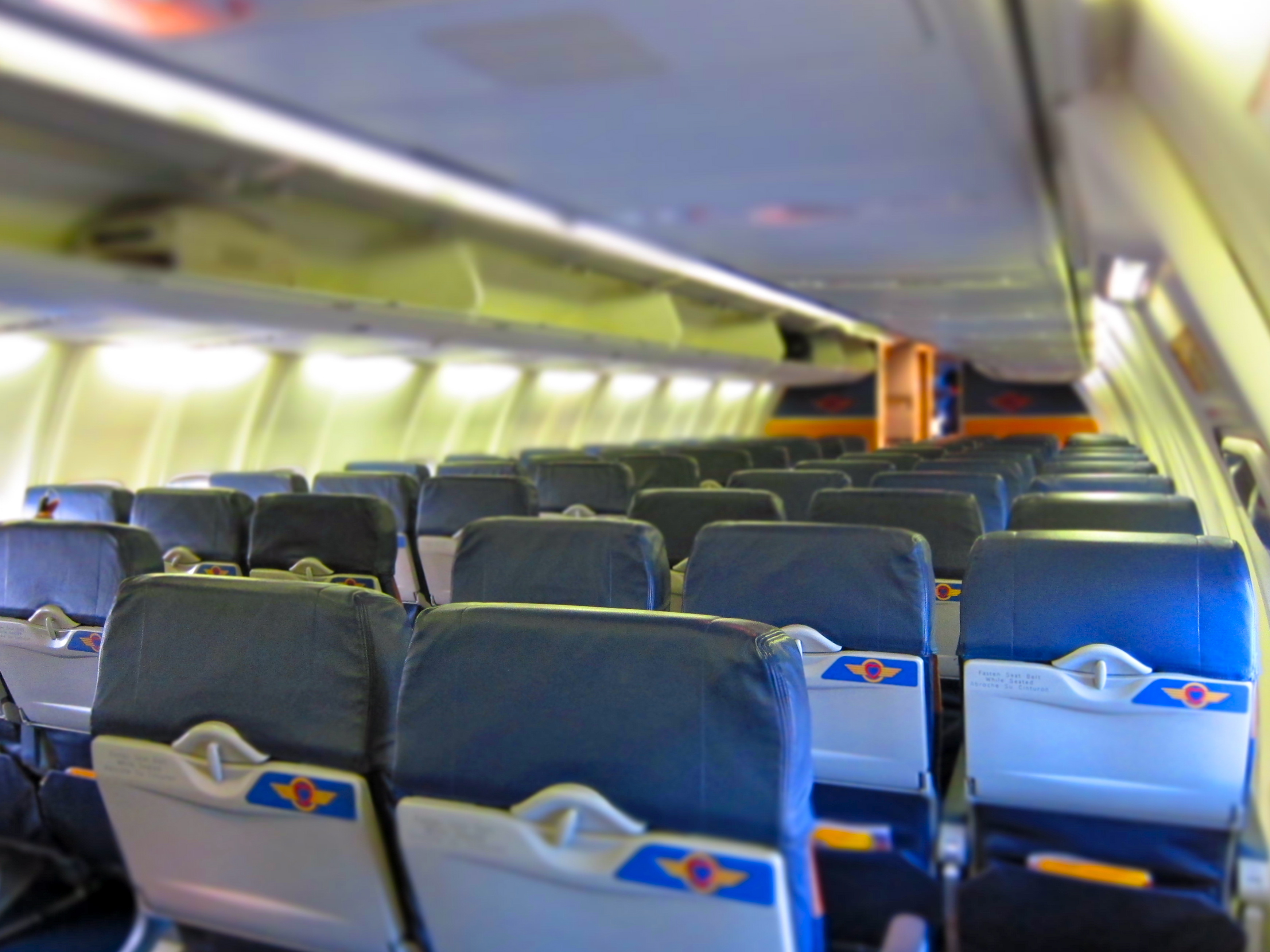
機内

機内エンターテイメント装備は全く導入していないが、機内誌は用意されている。ボーイング737-700型機では、3人がけ座席の中央列の座席背面にAT&Tのクレジットカード式機内電話が設置されている。格安航空会社ではあるが、機内の座席配置は標準的なもので、特にシートピッチを狭くして定員を増加させるようなことはしていない。
2009年2月から行われたテスト運用の後、サウスウエスト航空は2009年8月21日に衛星通信による機内無線LANブロードバンド接続のサービスを開始すると発表した。2010年の第1四半期から、全保有機に対して装備していく計画で、2023年9月に全機へ配備が完了し、機内エンタテイメントサービスとフライト情報、メッセージングサービスについては全旅客に、またインターネット接続については有料で提供されている。。
機内誌は「Cloud 9 magazine」がある。

## 運賃
サウスウエスト航空は、自社公式サイトで販売する運賃はツアー型の運賃（IT）を除くと4種類、という非常にシンプルな体系を貫いている。
ビジネスセレクト(Business Select)通常運賃より割高な運賃を支払うもので、チェックインカウンターへの優先、専用のセキュリティチェックゲートを利用でき、搭乗グループがA1からA15と最優先での搭乗が可能で、機内において有料で提供される飲み物のクーポンが提供される。預け入れ荷物が2個まで無料となる。機内Wi-fiにおける外部インターネット接続が無料となる。また、普通運賃「Anytime」に対して40%増しのRapid Rewardsポイントを獲得することが出来る。当日空港において枠が存在する場合は、他の2種の運賃からサウスウエストがその場で指定する金額を支払うことによりアップグレードも可能である。
エニタイム(Anytime)いわゆる普通運賃。同一区間においては必ず同一運賃が提示される。払戻が可能である。また、2022年に行われたWGA Plus制定に伴う改定で、「EarlyBird Check-inの手数料15米ドルが免除」という変更が行われた。
ワナゲッタウェイプラス(Wanna Get Away Plus)いわゆる事前購入型割引運賃。Basicよりも割引率は下がるものの、「当日の便相互間における差額免除での変更」「当日の便繰り上げ空席待ち可能（成立時の運賃差額は免除）」「Rapid Rewardsポイントの積算率上昇」などのBasicには存在しない特典が付加されている。2022年5月17日から発売及び適用を開始した。
ベーシック(Basic)（旧称：ワナゲッタウェイ(Wanna Get Away) ）いわゆる事前購入型割引運賃。同一区間でも便により、また発売状況により運賃額は異なり、セールなどでさらに低廉なものが発売されることがある。運賃額の表示に「Web Only!」があった場合はインターネット公式サイト限定発売である。旅客の都合による払戻は出来ないが、日程・区間の変更が可能である。Rapid Rewardsポイントはエニタイムの5分の1 となる。

### 荷物
創業来、サウスウエスト航空は旅客1名あたり2個までの荷物を無料で預かる方針を貫き、多くの旅客の支持を得ていたが、社会情勢に抗い切ることが出来ず、ビジネスセレクト以外の運賃では2025年5月28日より預け入れ荷物の有料化が実施された。ペットの持ち込みは、規定のサイズの範囲に収まるサイズのペットキャリアに入れた状態であれば、追加料金を支払うことで機内への持ち込みが可能である。サウスウエスト航空では、機内への持込に適したサイズのペットキャリアの販売も行っている。

### 変更・キャンセル
旅程の変更は、予約便の出発10分前までに手続きすれば、運賃の差額だけ（手数料なし）で変更が可能 であり、区間の変更も認められている。また、キャンセルしなければならない事態に陥ったときには、運賃相当額が利用権として戻され、サウスウエスト航空の航空券か自社直営の旅行パッケージ「Southwest Vacations」の支払に充てることができる。2022年5月17日の「Wanna Get Away Plus」制定以降は、WGA Plus以上の運賃について「Rapid Rewards会員相互間での利用権贈与」が新たに加わった（有効1年）。

### オプション
以下のようなオプションも存在する。
アーリーバード・チェックイン運賃に15ドル～25ドル（2019年2月現在、状況により幅がある）を追加するオプション。本来24時間前に自らチェックイン手続きが必要だが、このオプションが付いていれば72時間前に自動的にチェックインが行われる（その時点で搭乗ナンバーが確定する）。優先順位はビジネスセレクト、ラピッドリワーズ「A-List」会員の次になるので、搭乗グループがAグループになるとは限らない。なお、2022年5月17日の運賃改定により、Anytime運賃については本オプションが無償で付与されるように変更された。

### マイレージプログラム
ラピッド・リワーズ (Rapid Rewards) は、サウスウエスト航空のマイレージプログラムである。
1996年4月25日から運用を開始した。サービス開始当初は、1フライトごとにクレジットが2つ加算され、1年以内に16クレジットを獲得することで無料航空券が得られるというシンプルなものであった。この無料航空券は、特に区間の指定が無く全路線に有効なものであった。
2011年3月1日からプログラムの内容は大幅に変更された。変更後のプログラムでは、搭乗マイル数ではなく航空券の運賃本体額によってポイントが加算される。エリート資格については、以下のとおりである。いずれも、暦年1年間の搭乗実績によりステータスが決定されるルールになっている。
A-List年間で25回搭乗か35,000ポイントのいずれかの条件を満たすと「A-List」ステイタスとなる。「A-List」ステイタスの会員は、加算ポイントが25パーセント増しになるほか、36時間前までに予約を行えば、空港での搭乗グループは常にAグループとなる。また、同日の空席待ち変更が手持ち運賃にかかわらず、手数料無料で可能となる。
A-List　Preferred年間で50回搭乗か70,000ポイントのいずれかの条件を満たすと「A-List Prefreerd」ステイタスとなる。加算ポイントが100%増し（要は2倍）になるほか、機内Wi-fiのインターネット接続も回数に制限なく無料で利用できる。
Companion Pass年間で100回搭乗か110,000ポイントのいずれかの条件を満たすと「Companion Pass」が与えられる（A-List Preferredも同時に保持）。このパスは、予め当該会員が指定した人物と一緒に（要は本人と2名で）搭乗する場合において、同伴者の運賃を無償 とすることが出来る権利を与えるものである。ただし、パスを行使したフライトではポイントを得ることが出来ない。なお、同伴者の指定は年間に3回まで変更可能となっている。
2019年10月9にプログラム改定が行われ、獲得したポイントの有効期限が無期限となった。

## 波及効果

### 格安航空会社の雛形

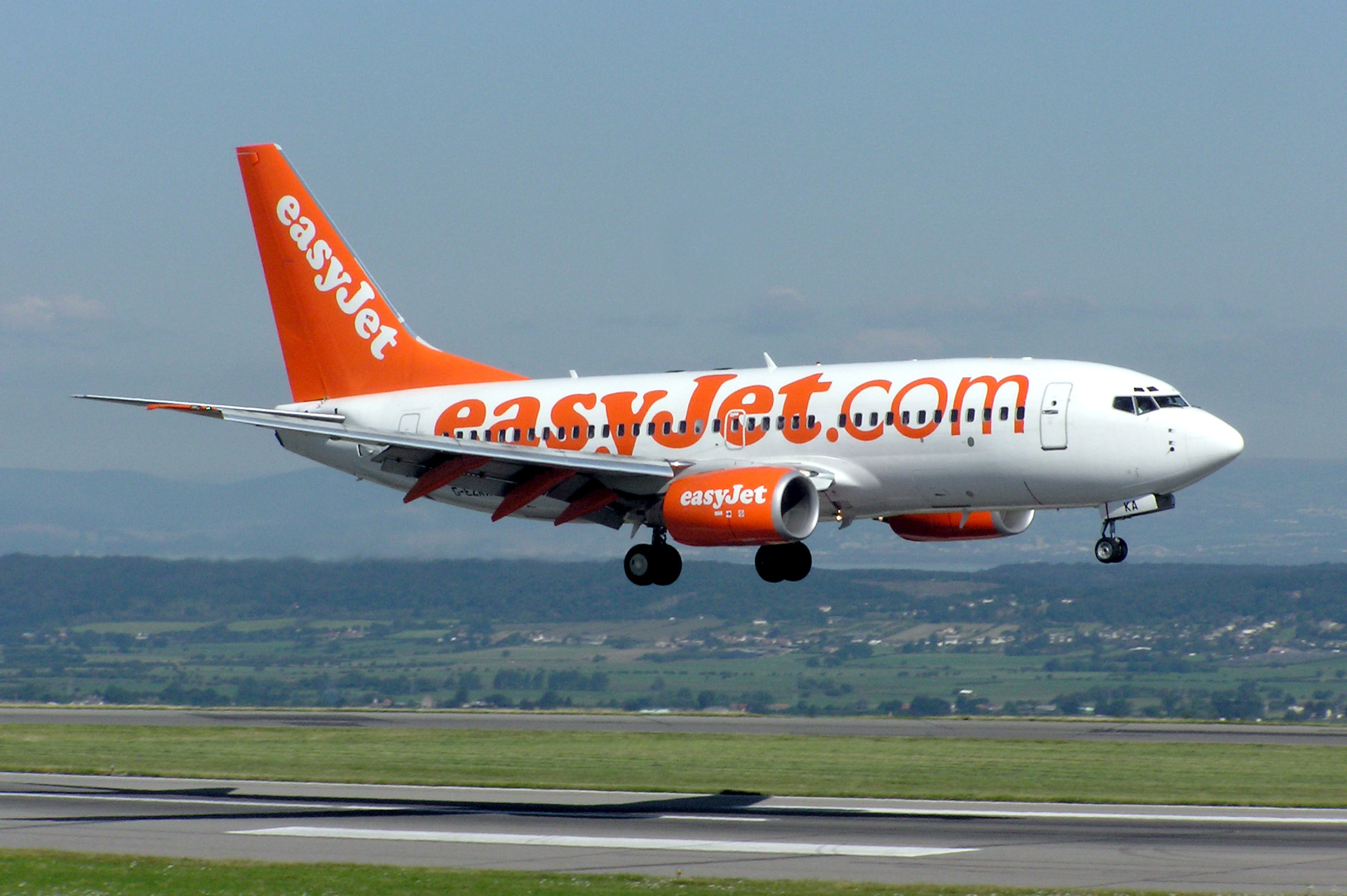
イージージェット。サウスウエスト航空を雛形とした事業戦略をとる格安航空会社の1つ

サウスウエスト航空は格安航空会社として印象付けられ、そのビジネスモデルは世界中に波及している。以後設立される多くの格安航空会社は、サウスウエスト航空を雛形としているという。
特に、事業戦略として搭乗ゲートでの折り返し時間を短縮する点は、従業員の高い生産性や航空機のユニットコスト低下と結びつけられている。ヨーロッパのイージージェットやライアンエアーは、この事業戦略を実施していることで知られている。特にイージージェットは、その社風に至るまでサウスウエスト航空と共通した戦略である。また、サウスウエスト航空のビジネスモデルが踏襲されている航空会社としては、カナダのウエストジェット、マレーシアのエアアジア（アジア最大の低運賃航空会社）、リチャード・ブランソンがオーストラリアで運航するヴァージン・ブルー、カンタス航空が運営するジェットスター、フィリピンのセブ・パシフィック航空、タイのノックエア、メキシコのボラリス、トルコのペガサス航空などが挙げられる。ただし、ライアンエアー、エア・アジア、ジェットスターについてはサウスウエスト航空とはやや方向性は異なっている。

### 外部の評価
米国の航空雑誌『エア・トランスポート・ワールド』が主催する賞である「エアライン・オブ・ザ・イヤー」を、1991年と2003年の2回受賞している。
米国のビジネス誌『フォーチュン』は、1997年にサウスウエスト航空に対して「米国でもっとも働き甲斐のある会社」「米国で6番目に尊敬される会社」「世界で3番目に尊敬される会社」と評価している。
2012年6月、スイスの航空輸送格付け機関である『エア・トランスポート・レーティング・エージェンシー』は、「世界で最も安全な航空会社」を公表したが、公表された10社の中にサウスウエスト航空も含まれていた。
国際線を運行しておらず日本の空港に飛来しないため日本での一般的な知名度はほとんどなく、格安航空会社の代名詞であることや機内サービスのピーナッツ、ユニークな客室乗務員などの断片的なイメージが言及されているに過ぎない が、航空ファンや航空関連ライターからは「米国最優良航空会社」 や「世界最強のLCC（ローコストキャリア）」、「現時点における理想のエアライン像」 とも評されている。

## トラブル
サウスウエスト航空では、乗客が死亡した事故が1件発生している（サウスウエスト航空1380便エンジン爆発事故）。今のところ、航空機が墜落した事故は存在しない。

### アクシデント

#### 滑走路逸脱

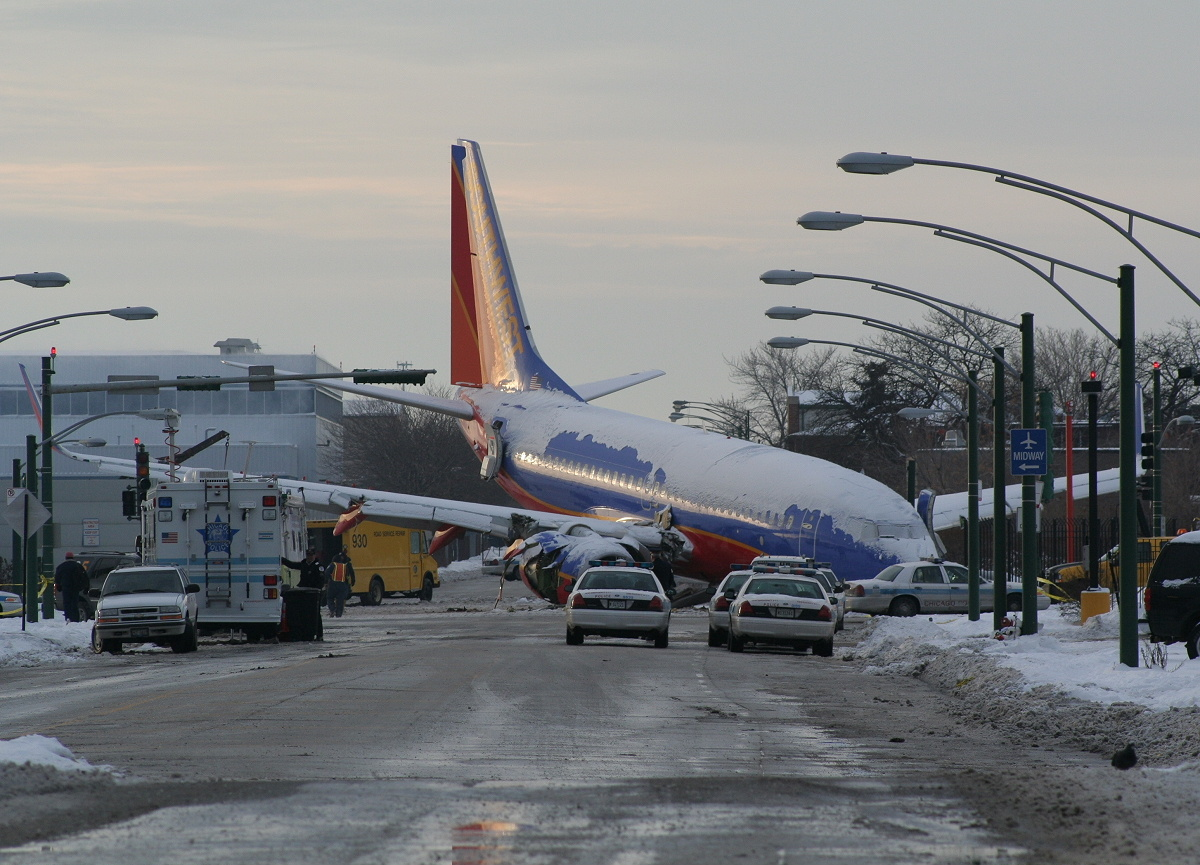
2005年12月8日のオーバーラン事故

- 2005年12月8日、シカゴ・ミッドウェー空港に着陸したWN1248便が、滑走路の積雪のためオーバーランし空港敷地外へ逸脱、巻き込まれた自動車に乗車中の子供1名が死亡。サウスウエスト航空にとっては初の死亡事故となってしまった。着陸後に直ちに逆推力装置を作動させなかったことが事故の直接の原因と結論付けられた[247] が、同時にミッドウェー空港の滑走路端に設定されるべき安全余裕がなかったことも要因とされている[247]。
- 2011年4月26日、デンバー発のWN1919便が、やはりミッドウェー空港で雨天での着陸後に滑走路逸脱が発生している[248]。乗客・乗員の死傷者はなく、乗客はタラップで降機した[249]。サウスウエスト航空では、当該便の乗客に対しては往復運賃を払い戻した上で、2回分の往復航空券を全員に支給するとしている[249]。

#### 機体破損
- 2009年7月13日、テネシー州ナッシュビル発メリーランド州ボルティモア行WN2294便(ボーイング737-300、機体記号N387SW)が高度1万メートルを飛行中、突如、機体後部中央上方にフットボール大の穴が開くアクシデントが発生。同機はウェストバージニア州チャールストンのイェーガー空港に緊急着陸した。キャビンの気圧が低下し、酸素マスクが自動降下する騒ぎとなった。幸い、このアクシデントによる死者は出なかった。なお、この事故の発生1時間後には、サウスウエスト航空ではTwitterにより、事故の情報を発信している[250]。
- 2011年4月1日、フェニックス・スカイハーバー空港発カリフォルニア州サクラメント行のWN812便（ボーイング737-300）が、離陸してまもなく天井に幅30センチ、長さ1.5メートルほどの穴が開き[251]、アリゾナ州ユマのユマ海兵隊航空基地に緊急着陸した[252][253]。客室乗務員1名が軽傷[251]、乗客は全員無事。事故を受け、サウスウエスト航空ではB737-300型機のうち、初期に製造された79機を緊急点検した[254] 結果、さらに数機について亀裂が発生していることが判明した[253]。NTSB（アメリカ国家運輸安全委員会）の調査の結果ではサウスウエスト航空の検査体制には問題はなかった[255]。これを受け、連邦航空局 (FAA) では全世界の同型機に対して検査命令を出した[256]。同型機は全世界で175機あるという[257]。また、航空機製造会社のボーイングでは、亀裂の発生の可能性については認識しており[258]、それまでは飛行回数が6万回を超えた時点で詳細な検査をすることとしていたが[258]、この事故の後にボーイング側で技術的な過失があったと認め[258]、今後は飛行回数が3万回を超えた時点で詳細な検査をするように基準を改めた[258]。今回のアクシデントに対するサウスウエスト航空とボーイングのやりとりは、FAA当局を感嘆させるほどスムーズかつ迅速であり[258]、今後は他社でも同様のプロセスを実行するとも予想されている[258]。

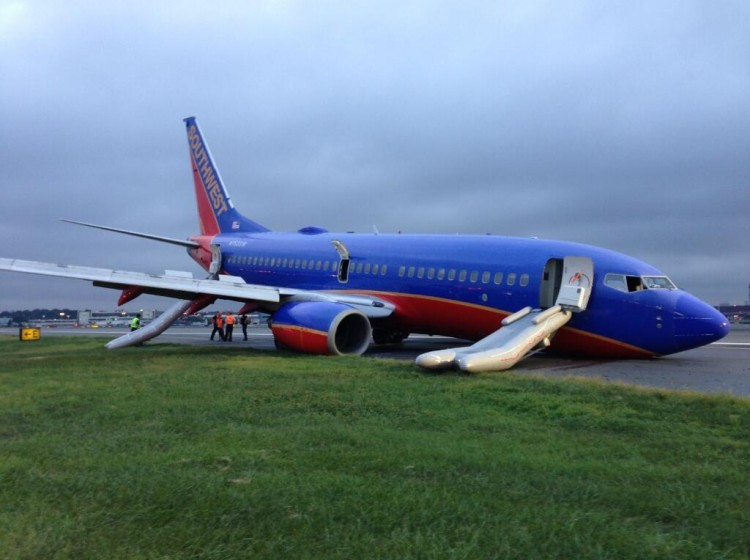
事故後の345便

- 2013年7月23日、ナッシュビル発ニューヨーク・ラガーディア空港行きの345便（ボーイング737-700、機体記号N753SW）が、ラガーディア空港着陸接地時に首脚が破損しそのまま胴体着陸を行った。乗客乗員149名中負傷者10名、そのうち6名が地元の病院へ搬送された。死者は無し。着陸前に破損に関する警報などは無かったとされ、原因は調査中である。[259][260]
- 2018年4月17日、ニューヨーク市ラガーディア空港発テキサス州ダラス・ラブフィールド空港行きの1380便(ボーイング737-700型機)が飛行中に第1エンジン(左側)が破損するトラブルが発生し、その余波で窓を破損し機内で急減圧が起きた。その際に破損した窓側の座席に座っていた乗客1名が吸い出されそうになり、周囲の乗客が身体を押さえたため機外に吸い出されることはなかったもののその後死亡が確認された。その後機体はフィラデルフィア国際空港に緊急着陸した。この事故によりサウスウエスト航空で初の死亡事故となった。エンジン破損等の原因は現在NTSBが調査中であるが初期の調査で24枚のファンブレードのうちの1枚が欠落し、取り付け部に金属疲労の痕跡が確認された。[261]

### 安全基準違反
- 2008年3月6日、FAAの検査官は、サウスウエスト航空が保有する航空機のうち、117機が検査期限を30か月経過しており、航空安全検査による耐空安全性が確保されていなかったにもかかわらず、通常の運航に使用されていたと報告した[262]。報告書では、何千人もの乗客がこれらの航空機を利用していたと示している。サウスウエスト航空では当初コメントを控えていたが、米国下院議長が保全命令を出した[262][263]。FAAは、サウスウエスト航空が機体点検なしでおよそ6万回の飛行を繰り返したとして、規則違反に対する1020万ドルの罰金をサウスウエスト航空に課した[264]。その後、1年にわたる交渉の結果、サウスウエスト航空が750万ドルの罰金を支払うことでFAAと合意した。FAAでは、罰金を支払う期間として2年間の猶予を与えている[265]。
- 2009年8月26日、FAAは、サウスウエスト航空の旅客機の約10%に不適切な部品を使用しているとして調査した。これはサウスウエスト航空が整備を外注している先の会社によって行われたもので、FAAでは直ちに危険というものではないとしたが、2009年12月24日までに部品をFAAによって承認されたものに取り替えるために交換するように指示した[266]。

### その他
- 2016年10月5日、ケンタッキー州のルイビル国際空港で離陸待ちをしていたWN994便の客室で煙が発生し、出発を中止する騒ぎがあった。煙の出所は乗客が機内に持ち込んでいたサムスン電子のスマートフォン「Galaxy Note7」であった。幸い、乗員乗客に怪我人は無かった。この「Galaxy Note7」を巡っては、これより以前からバッテリーの不具合が原因と見られる発火が相次いでいたため、サムスン電子は、同機器のリコールを行なっていた。しかし、乗客が持ち込んだスマートフォンは、リコールを受けてバッテリーを交換したばかりの代行機種だったにもかかわらず、今回のような発火が起きたという。その後、2016年10月15日を以って、「Galaxy Note7」はアメリカを発着する全ての航空機への持ち込みが禁止されることになった。（当然、サウスウエスト航空機も含まれる）[267][268][269]
- 2018年11月2日、カリフォルニア州のジョン・ウェイン空港からテキサス州エルパソにある自宅へ戻ろうとした親子の乗客に対し、子の名前が「ABCDE」（アブシディーと発音）という珍名だったため、ゲート職員が同僚と笑い飛ばしたり、Facebookに搭乗券を撮影して投稿したりする事態が発生した。保護者は正式に会社側に苦情を訴えたものの、2週間経っても回答がなく、その後、会社側がお詫びの声明文を発表する事態となった。[270]
- 2020年5月7日、ダラス・ラブフィールド空港発オースティン・バーグストロム国際空港行きのWN1392便（ボーイング737-700、機体記号N401WN）が、オースチン空港の滑走路17Rで着陸直後に滑走路に立ち入っていた身元不明の男性と衝突し、当該機の第1エンジン(左側)が損傷。身元不明の男性は死亡した。[271]
- 2021年、ヒューストン発、アルバカーキ行きの便で、機長が乗客へ行う挨拶を「くたばれジョー・バイデン」を意味する隠語「Let's Go Brandon」で締めくくったため、社内調査が行われた[272]。
- 2021年12月4日、アリゾナ州のフェニックス・スカイハーバー国際空港に着陸したWN4236便に搭乗していた男性が、移動中に機体後方のドアから飛び降りた。その後男性は空港内の消防署に閉じこもった後、足に怪我を負っていたため病院に搬送された[273]。

## 関連する作品
Gumwrappers and Gogglesサウスウエスト航空の創業時の歴史をモデルにした子供向けの物語。
特命リサーチ200X（F.E.R.C Research Report）日本の日本テレビ系列放送局のドキュメンタリー番組。1999年3月7日の放映で、米国航空業界が低迷を続けていた時期にも利益を上げていたサウスウエスト航空が紹介された。
Airline2004年から2005年にかけて、米国A&E系列放送局で毎週月曜日に放映されたドキュメンタリー番組。さまざまな乗客が持ち込む課題に対応する従業員を対象としていた。
メーデー!:航空機事故の真実と真相
シーズン6第1話「SHATTERED IN SECONDS（チャイナエアライン611便空中分解事故）」の最後にサウスウエスト航空が検査を怠ったために罰金を課せられたことが触れられている。